# Église Saint-Germain de Saint-Germain-sur-Ay
L'église Saint-Germain de Saint-Germain-sur-Ay est un édifice catholique, du XIIe siècle, qui se dresse sur le territoire de la commune française de Saint-Germain-sur-Ay, dans le département de la Manche, en région Normandie.
L'église et le cimetière qui l'entoure sont inscrits au titre des monuments historiques.

## Localisation
L'église est située dans le bourg de Saint-Germain-sur-Ay, dans le département français de la Manche.

## Historique
L'origine de l'église, placée sous le patronage de Germain le Scot, est le résultat de trois évènements mis en avant par l’historien Lucien Musset :
- le XIe siècle fut le début de la colonisation des campagnes du bocage[3] ;
- l’art roman en Normandie devient le support de la politique ducale. Selon l’historien, les ducs normands visaient à restaurer la foi chrétienne, réaffirmer sa hiérarchie et promouvoir un encadrement monastique du territoire[4] ;
- le début de la construction de l’édifice, coïncide avec l’âge d’or Normand : l’art roman cesse de se cantonner aux grands édifices religieux, et s’étend au niveau des prieurés, sanctuaires, et des chapelles[3].

On retrouve dans l’église romane de Saint-Germain-sur-Ay, qui appartient à l'école de Lessay, la rigueur normande des lignes architecturales et l’absence de porte monumentale. Elle respecte ainsi la rigueur bénédictine sur les distractions de l’esprit, et l’efficacité des barons cotentinois dans la construction des édifices.
Charles de Gerville lors de sa visite de la commune en 1818, écrivait : « Cette petite église est beaucoup plus curieuse que son extérieur ne semble l'annoncer ».

Chronologie animée de la construction de l'église de Saint-Germain-sur-Ay (cliquer).

## Description

### L'extérieur
Il n’y a pas à proprement parler de façade. La nef, les collatéraux ainsi que le chœur sont couvert par un seul grand rampant de toiture. Deux portes permettent d'accéder à l'église, la porte du côté ouest à l’extrémité de la nef et l’entrée principale sur le côté sud de la tour fortifiée.
C’est sur le clocher-tour fortifié dans la seconde moitié du XIVe siècle, et dont le couronnement date du XIXe siècle, que l’on peut voir un effort notable de sculpture. La tour est dotée de huit fenêtres. Deux d’entre elles sont en arc brisé. Elles sont chacune surmontées d’un corbeau en forme de têtes grimaçantes. Une dernière fenêtre, située sur la face est, a été condamnée lors de la construction des bas-côtés au XVIIIe ou au début du XIXe siècle. Son encadrement est encore visible à l’intérieur de la tour. Elle est aujourd'hui intégrée dans un arc en plein cintre.
À l'extrémité est de l'église, trois sculptures font face au soleil couchant sur la sacristie. Deux feuilles de marronnier sculptées ornent deux colonnes d'une fenêtre. Elles datent du XIXe siècle. Une sculpture plus fine se trouve sur l'arête du bâtiment. Il s'agit d'une fausse porte de type antique à laquelle s'adosse une coquille Saint-Jacques. La porte dans l'architecture chrétienne selon Robert-Jacques Thibaud peut avoir deux significations. La première est la figuration du Christ selon le verset 20, Apocalypse 3, « Voici je me tiens à la porte et je frappe, si quelqu'un entend ma voix et ouvre la porte, j'entrerais… ». Ici, la sculpture figure la porte comme le choix de refuser ou d'accepter la foi. La seconde figuration serait plus antique et la porte serait destinée uniquement au passage des âmes.
La coquille soutenant la porte est une coquille Saint-Jacques. Elle est la marque des pèlerins se dirigeant vers Saint-Jacques de Compostelle. Elle orne les points de passage, les lieux où priaient et où séjournaient parfois les jacquots. Saint-Germain-sur-Ay fut pendant les grandes heures du pèlerinage médiéval, un lieu de repos pour les catholiques de Jersey et d'Angleterre, mais aussi un lieu de départ pour les Normands en route pour Saint-Jacques de Compostelle.

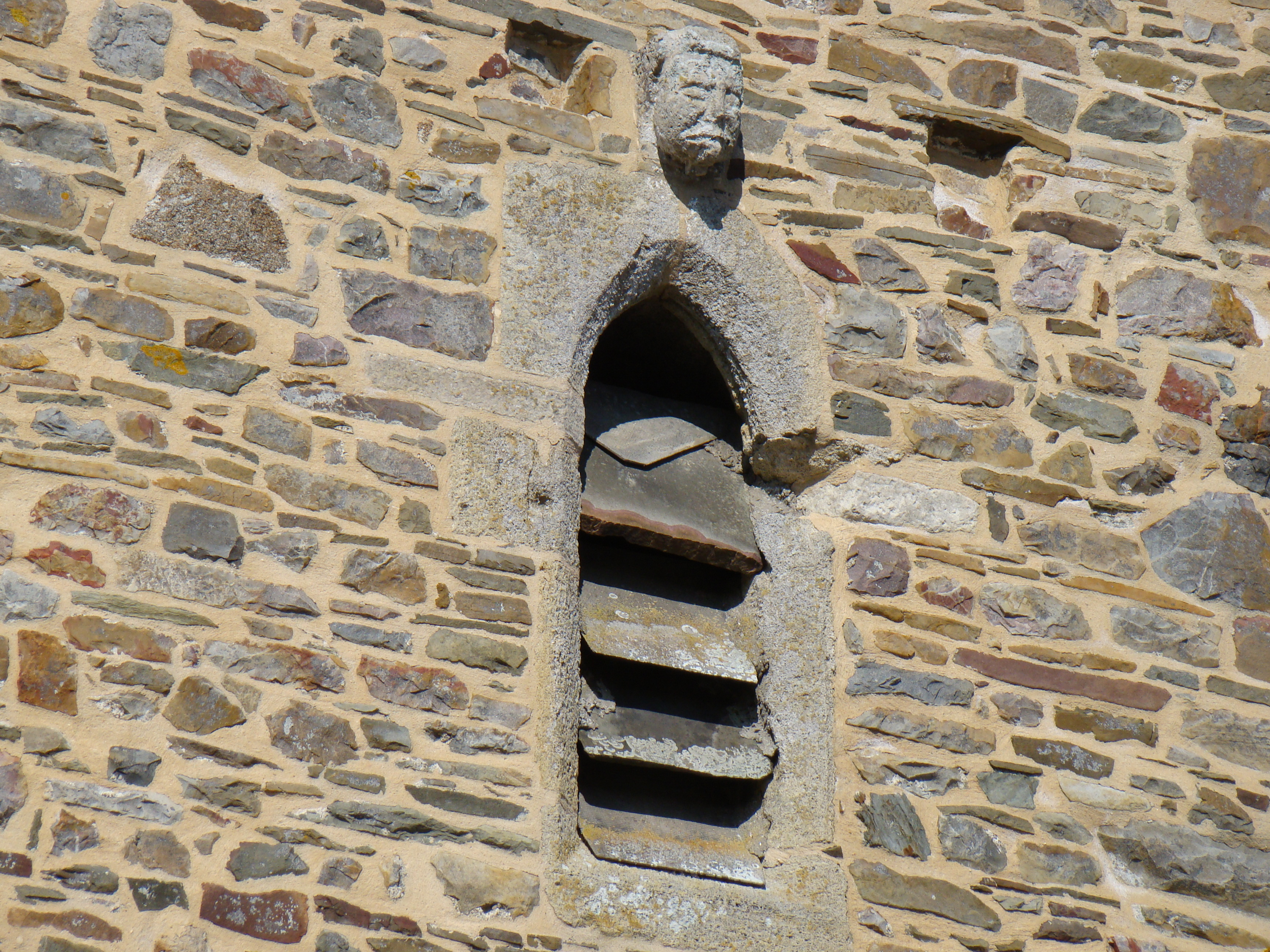
Corbeau à tête grotesque sur fenêtre en arc bouté face est.
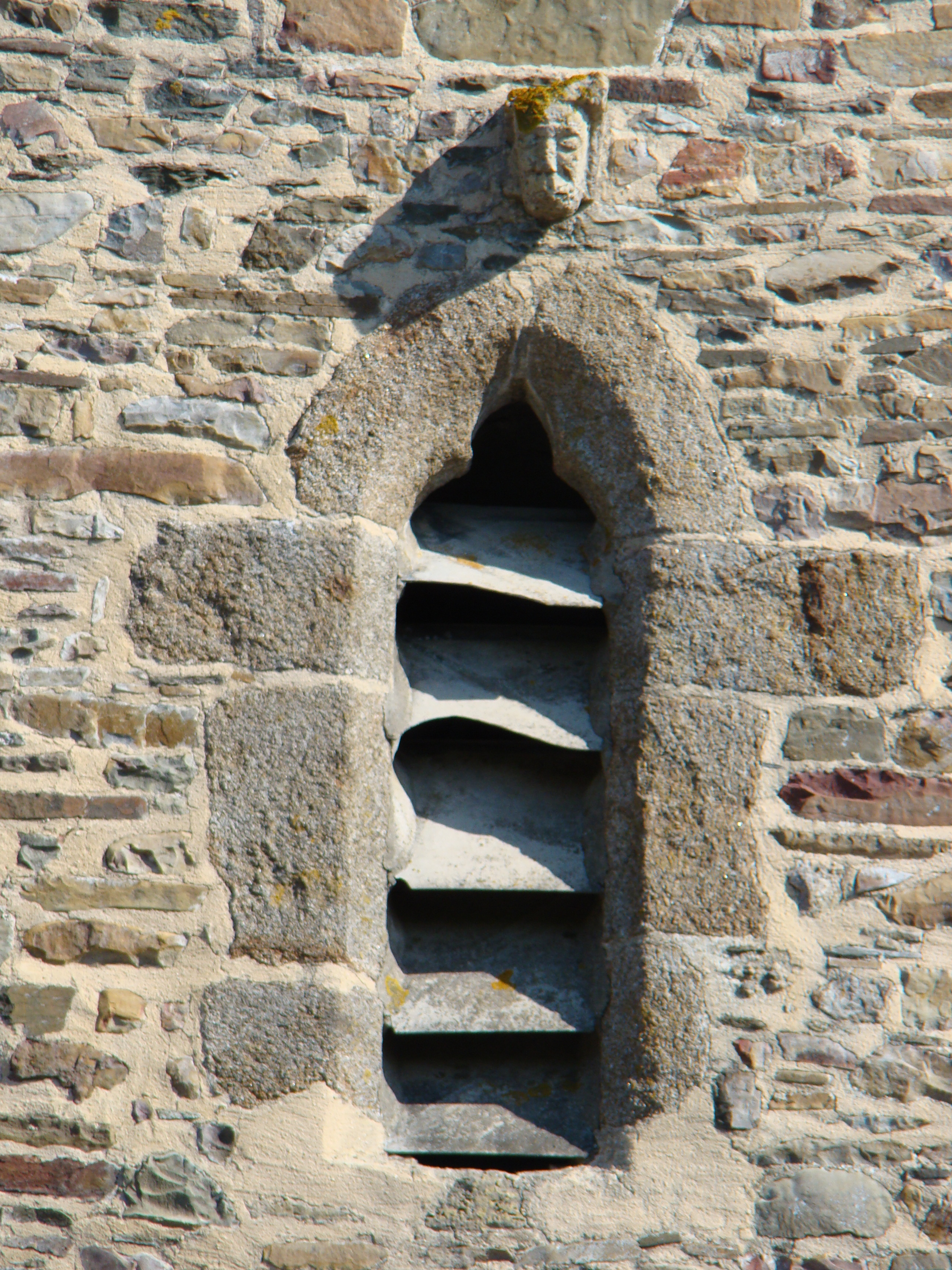
Corbeau à tête grotesque sur fenêtre en arc bouté face sud.
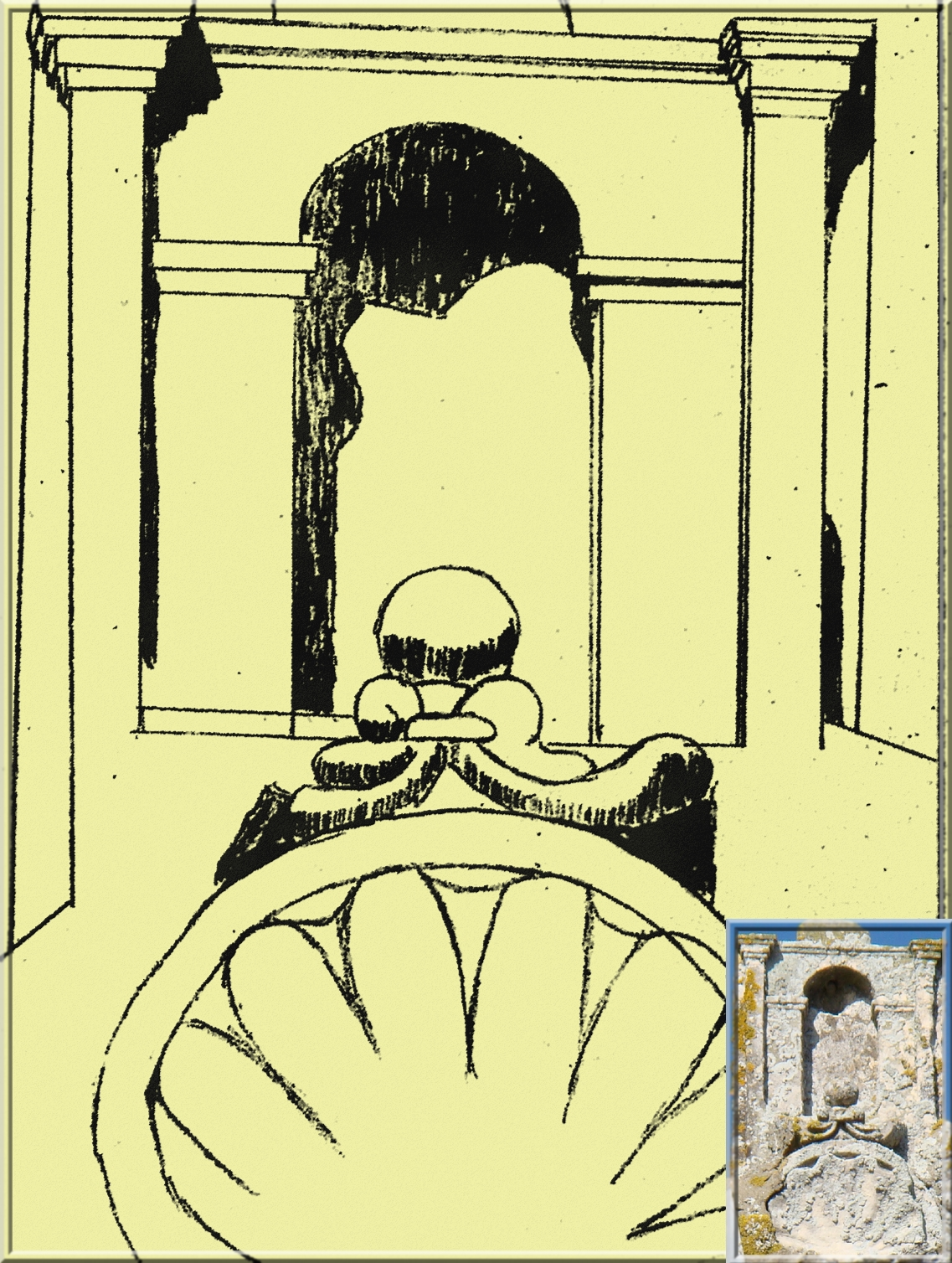
Porte soutenue par une coquille Saint-Jacques.
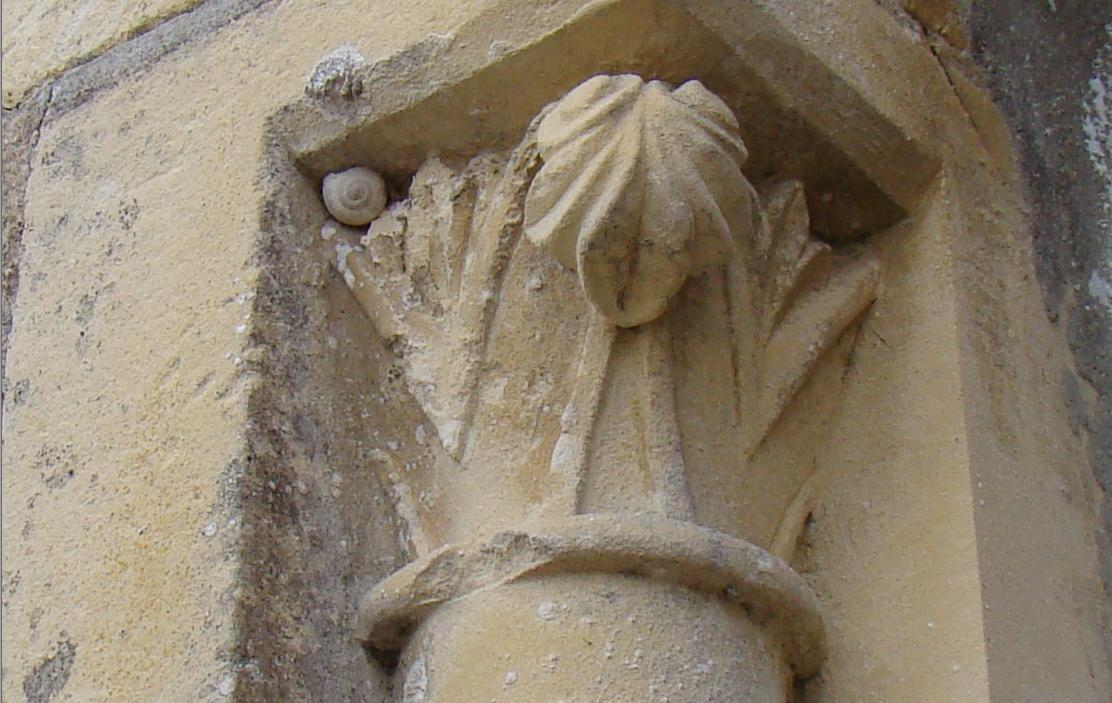
Feuille de marronnier du XIXe siècle.

### Le chœur

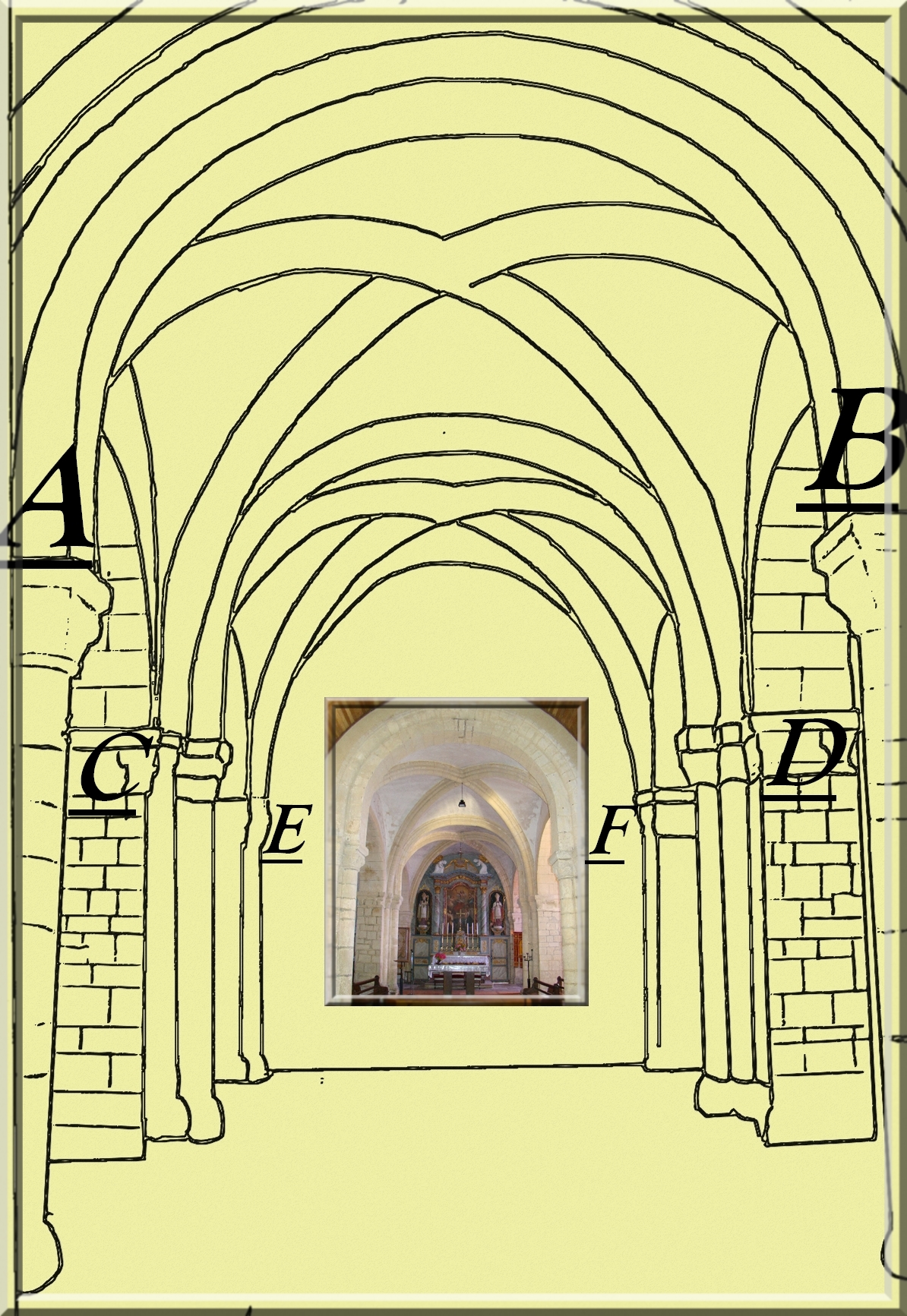
Plan du chœur : disposition du décor architectural.

Le chœur rectangulaire roman du XIIe siècle de deux travées carrées est séparé de la nef par un arc en plein cintre. Le jeu architectural est doté de deux voûtes en croisée d'ogives dont la jonction est faite par une simple clé d’ogive non ouvragée. Elle correspond au schéma roman ou proto-gothique d'un petit groupe régional bien caractérisé de petite église du Cotentin, dite « école de Lessay », avec notamment celles de Martinvast et Octeville, où dès le premier quart du XIIe siècle, la croisée d'ogives est appliquée aux voûtements du chœur,. Les bas-côtés ont été ajoutés au XVIIIe siècle.
Charles de Gerville en 1818 désigne l’église de Saint-Germain-sur-Ay comme étant « l’église aux visages ». En effet, pas moins de vingt personnages de l’âge roman apparaissent dans l’église. D’autres créatures s’illustrent sur les chapiteaux : lions, diables et serpents au milieu de motifs végétaux et géométriques.

#### Lions et pêcheurs
Directement face à la nef, deux chapiteaux (plan du chœur repères A et B) s’offrent à la vue des visiteurs avec un message fort. Deux pêcheurs côte à côte se repentissent de leurs pêchés et portent les mains à leur bouche terrorisés. Face à eux le second chapiteau expose « deux Lions affrontés ». Cette représentation se retrouve notamment sur l'église de Murbach en Alsace. Les lions ainsi représentés sont des justiciers distinguant le pêcheur du fidèle. Dans le détail, on peut observer que les yeux des lions sont grands ouverts. Le sculpteur a voulu mettre en avant un thème cher au monde médiéval synthétisé par la phrase de Physiologus « quand il dort, ses yeux veillent ». Ces deux lions étaient gardiens du sanctuaire.

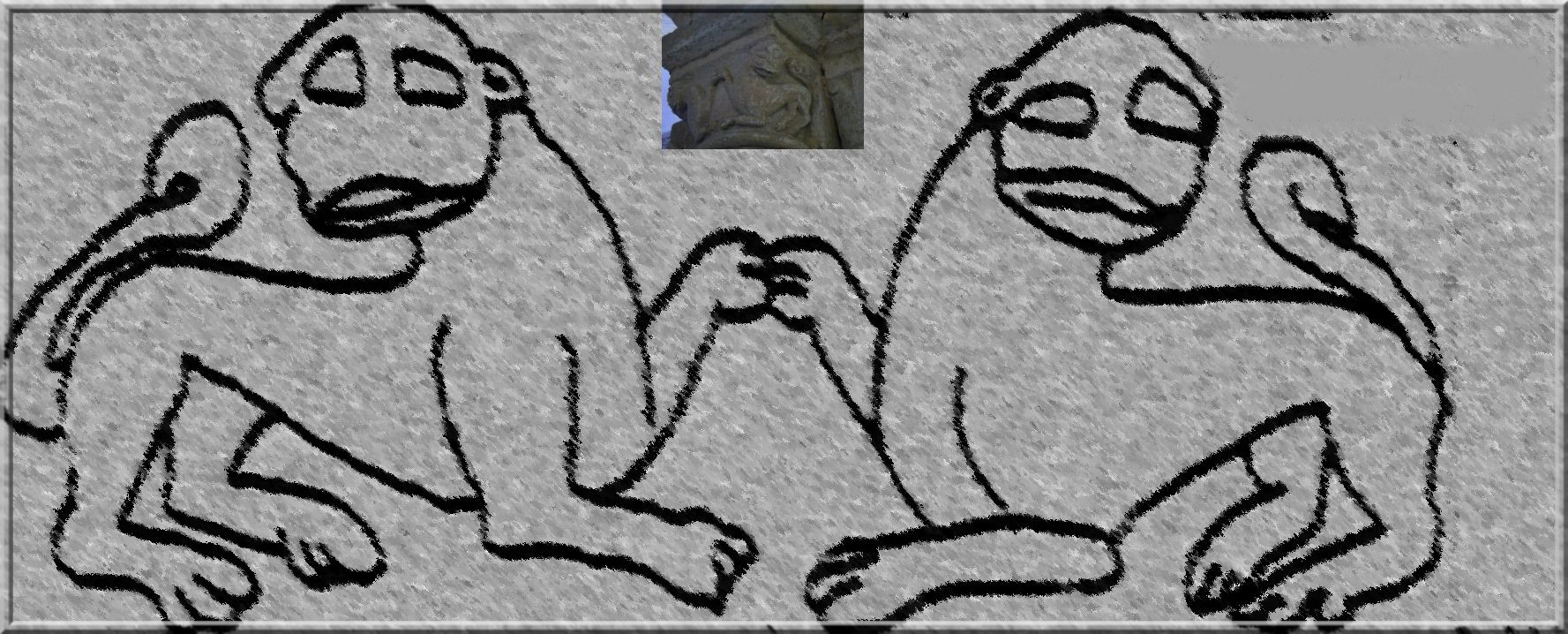
Lions affrontés.
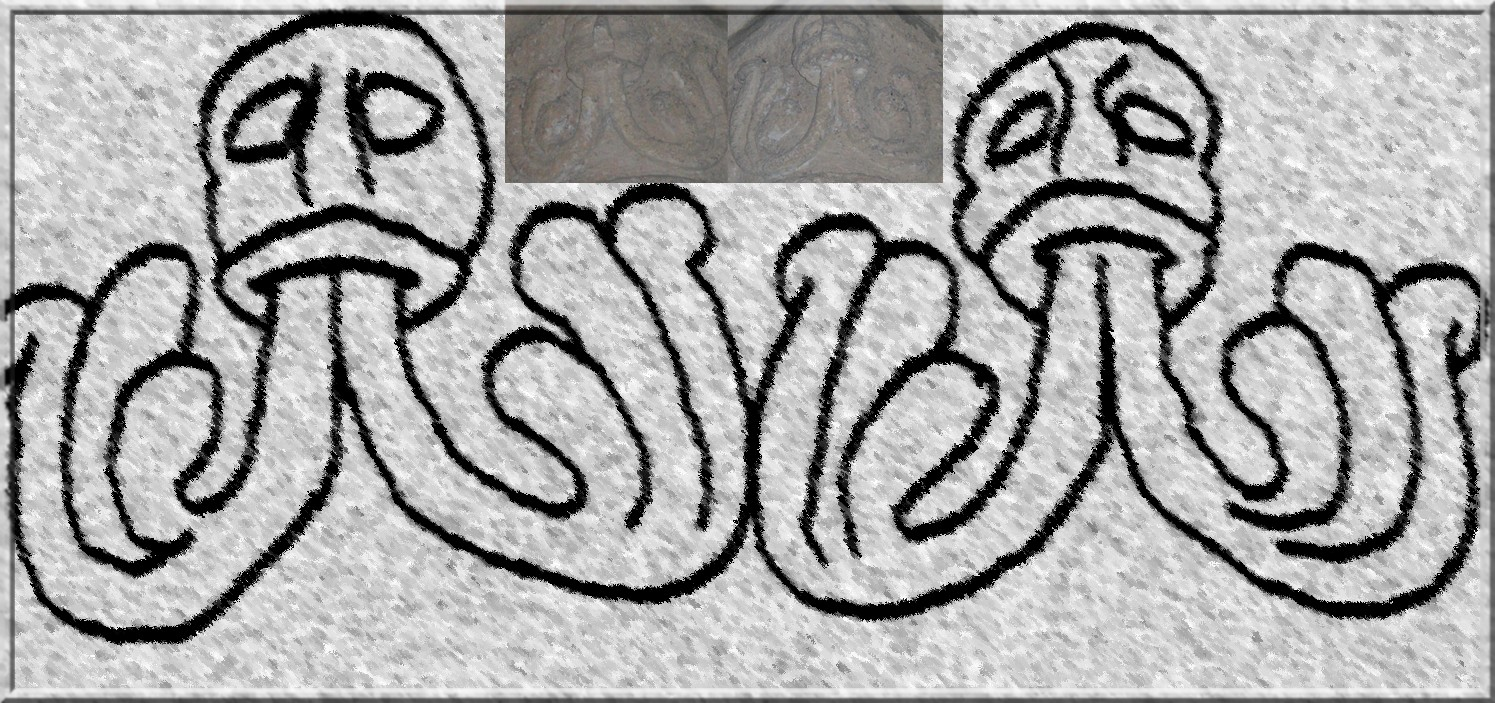
Pêcheurs apeurés.

#### Les représentations du diable
Deux chapiteaux excentrés (plan du chœur repères E), à l’écart des regards, portent sur la représentation du diable. L’un représente un démon qui sourit d’une manière disproportionné presque grimaçante. On distingue ses deux cornes qui se muent en crochets. Il apparaît ici comme « un tentateur rusé ».
À gauche de cette représentation, le diable est mis en scène dans une représentation inspirant la crainte au visiteur. Le diable se trouve tête renversée. Ses deux cornes sont minutieusement travaillées. Le diable libère deux serpents de sa bouche. Ils rampent, adoptent une posture menaçante et crachent du feu. Le sculpteur a également voulu mettre en avant le caractère incontrôlé de ces trois personnages. Ils sortent du cadre de leur chapiteau et détruisent par des gerbes les crochets de la face Sud du chapiteau. La corne gauche du diable déborde sur le côté Sud à la vue de celui qui donne la prière, symbolisant que le mal est omniprésent et tente de retrouver la place qu’il a perdue en étant déchu.

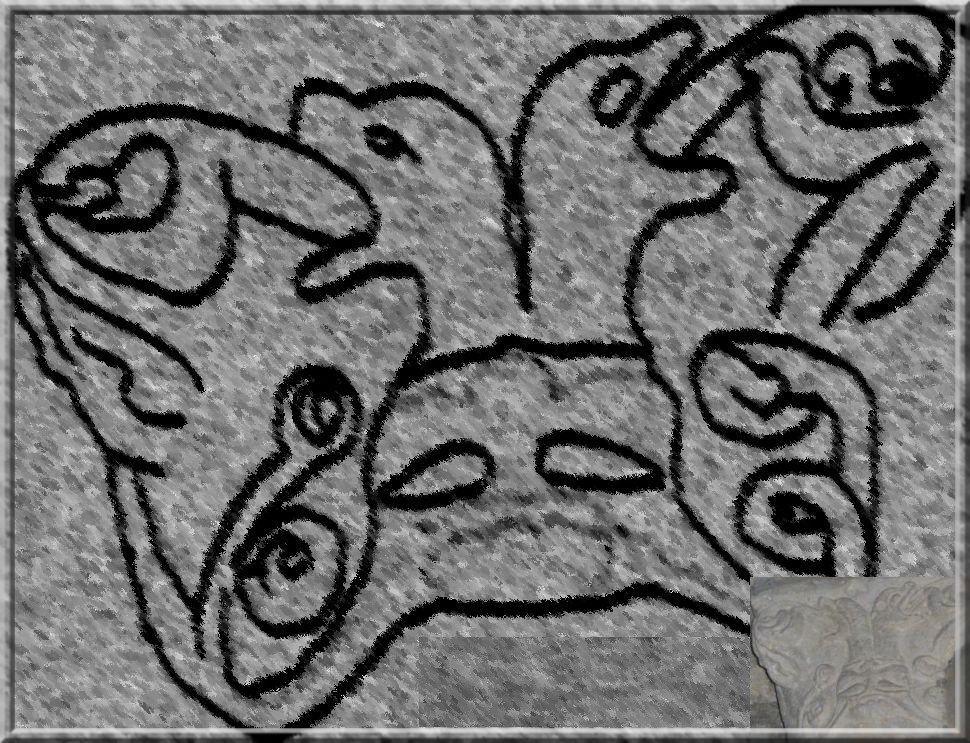
Le diable et les serpents.
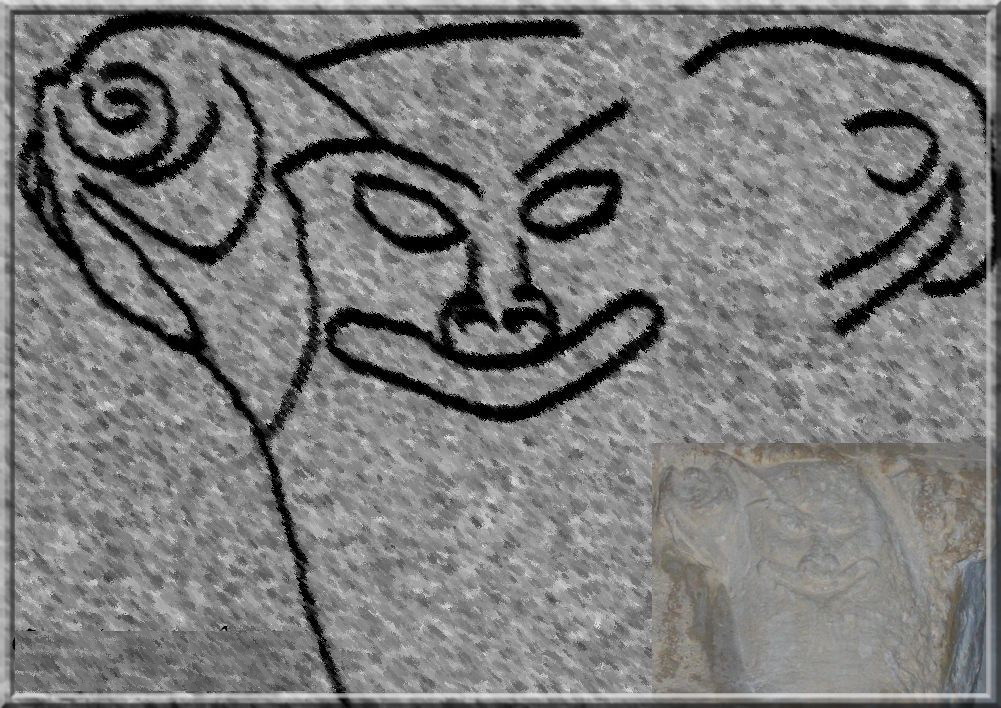
Démon au sourire.

#### Les personnages encapuchonnés

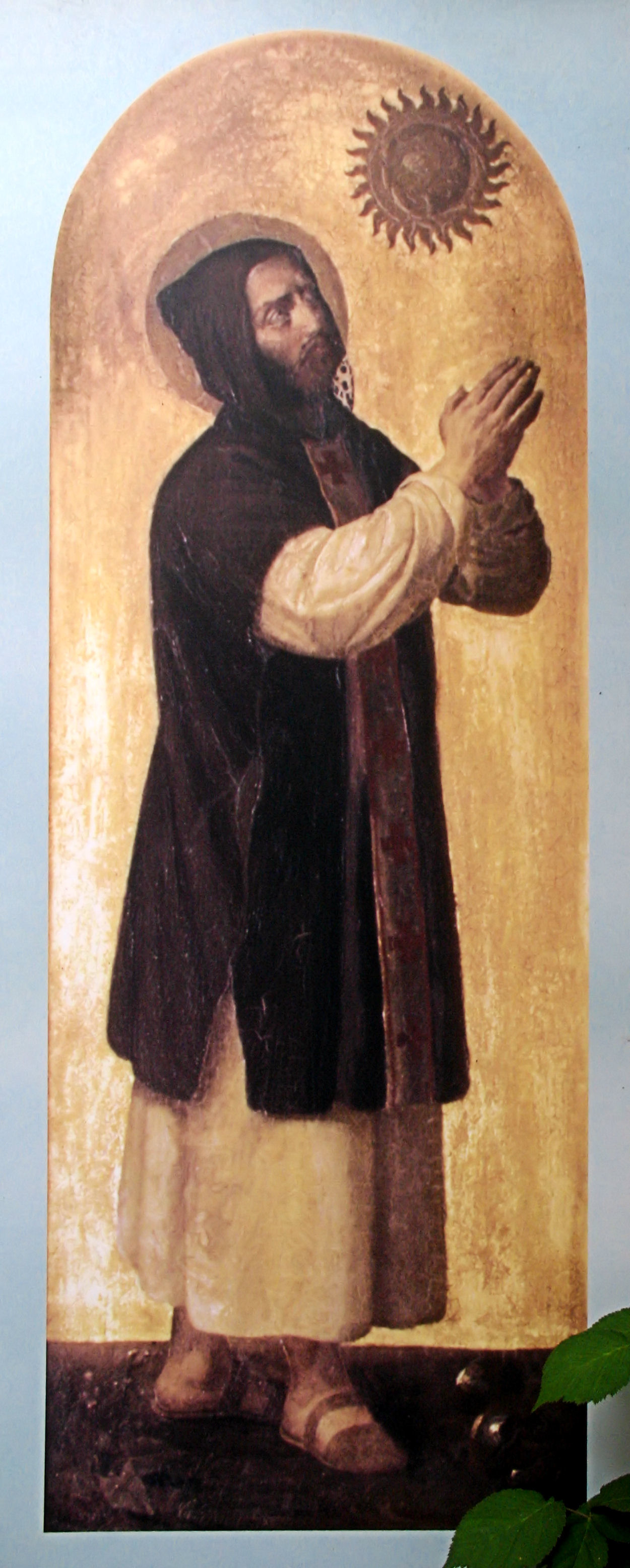
Saint Benoit.

Cinq personnages encapuchonnés apparaissent sur les chapiteaux (plan du chœur repères C, D et E). La capuche est réservée à ceux qui « possèdent la Connaissance et ont atteint la maîtrise spirituelle ». Ces représentations rappellent également que l’ordre religieux qui s’installa lors de la fondation de l’église n’était entre autres que les moines de l’ordre de saint Benoît. Les bénédictins du mont portaient le scapulaire noir à capuchon, et une ceinture noire autour de la taille.
À l’extrémité nord-est du chœur (plan du chœur repères E) deux personnages dissymétriques sont séparés par une balance. On peut y voir selon Robert-Jacques Thibaud une représentation du Jugement Dernier.

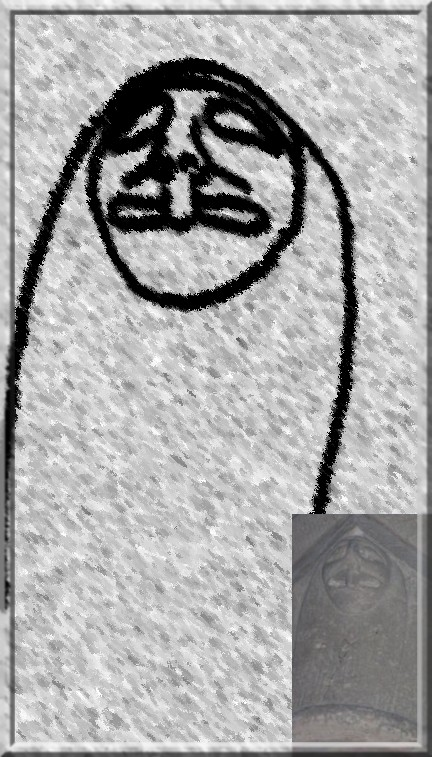
Personnage 1.
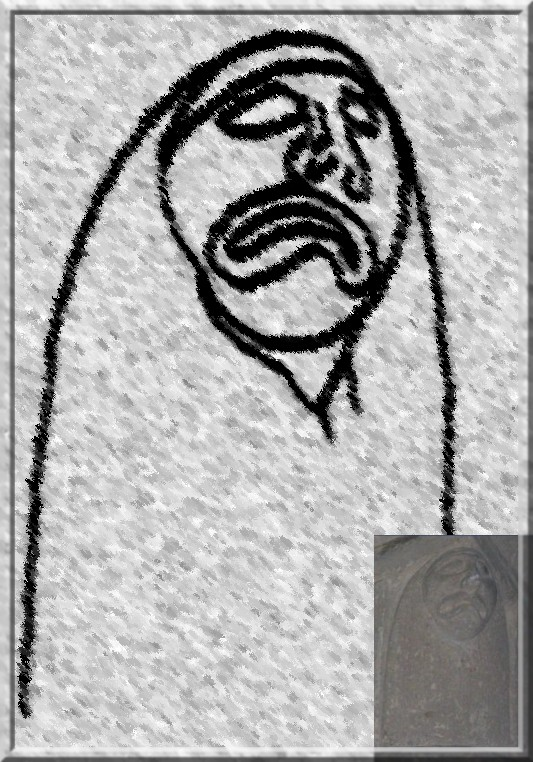
Personnage 2.
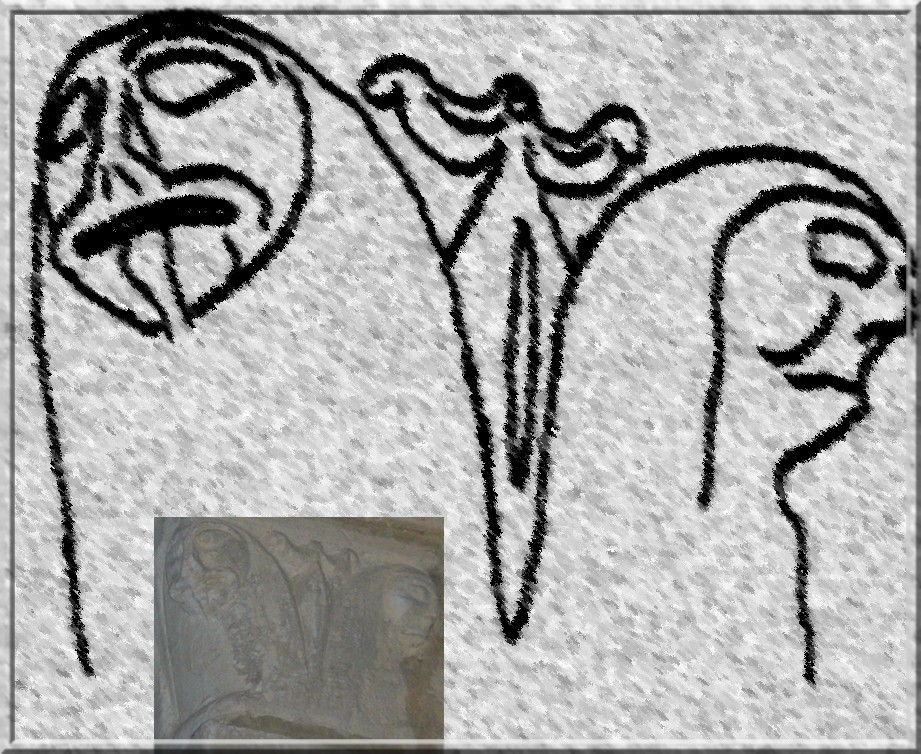
Personnages 3 et 4.
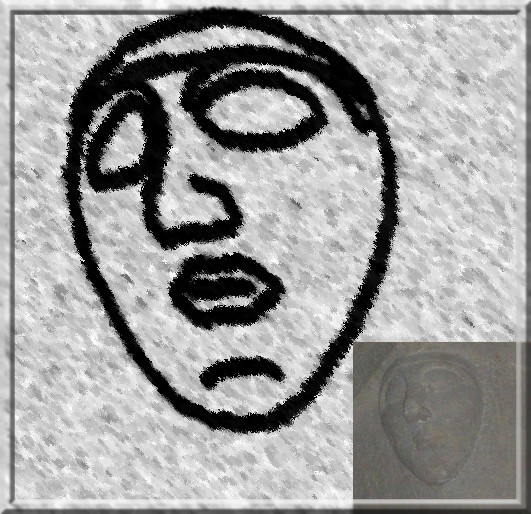
Visage isolé.

#### L'imitation de la nature et les ouvrages de l'homme
D’autres motifs ornent les chapiteaux, et se retrouvent dans l'ouvrage de Viollet-le-Duc :
- la fleur de lys (plan du chœur repères D) est dans les édifices religieux une figuration de la Sainte Vierge ;
- des plantes grasses (plan du chœur repères A et B) ;
- « de volumineux bourgeons que l'on désigne aujourd'hui sous le nom de crochets »[20], (plan du chœur repères A et C) ; ces crochets terminent l’extrémité des chapiteaux ;
- des représentations de l'imagination créatrice des hommes : entrelacs et motifs de vanneries (plan du chœur repères A et B).

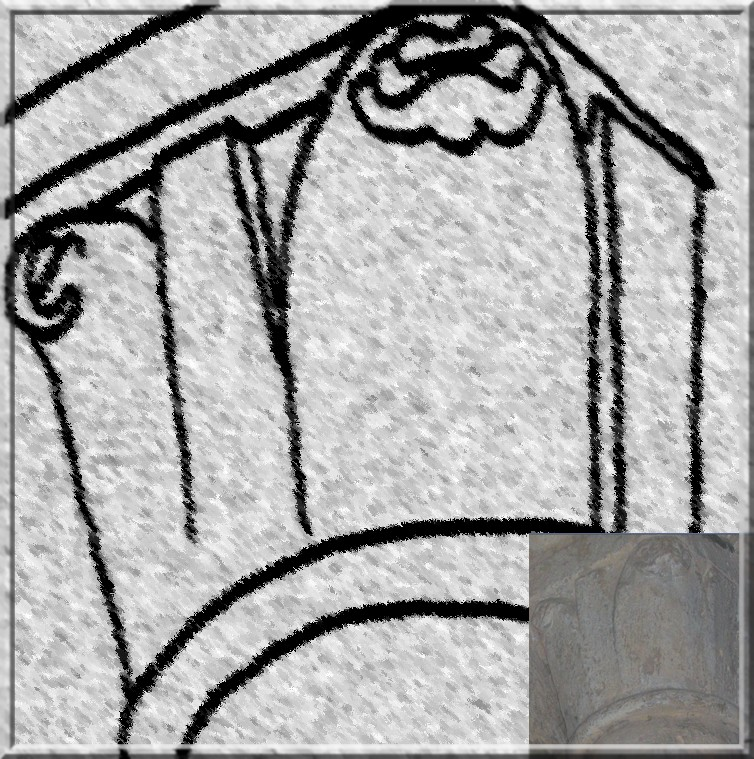
Plantes grasses.
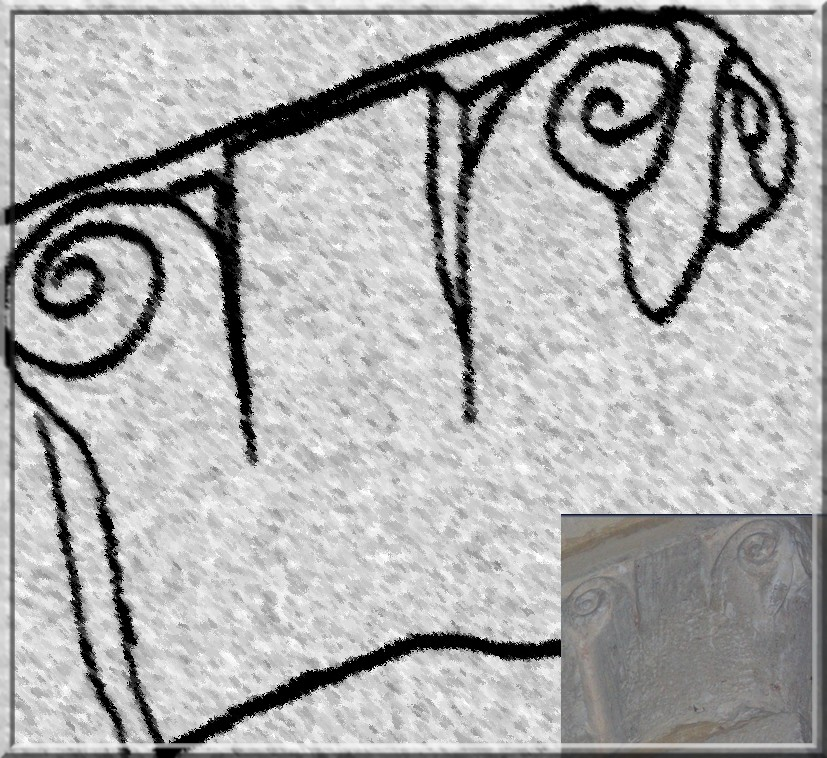
Plantes grasses.
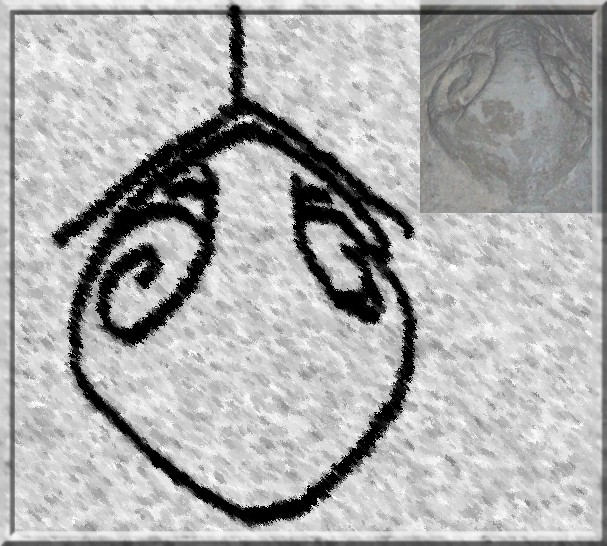
Crochets bombés.
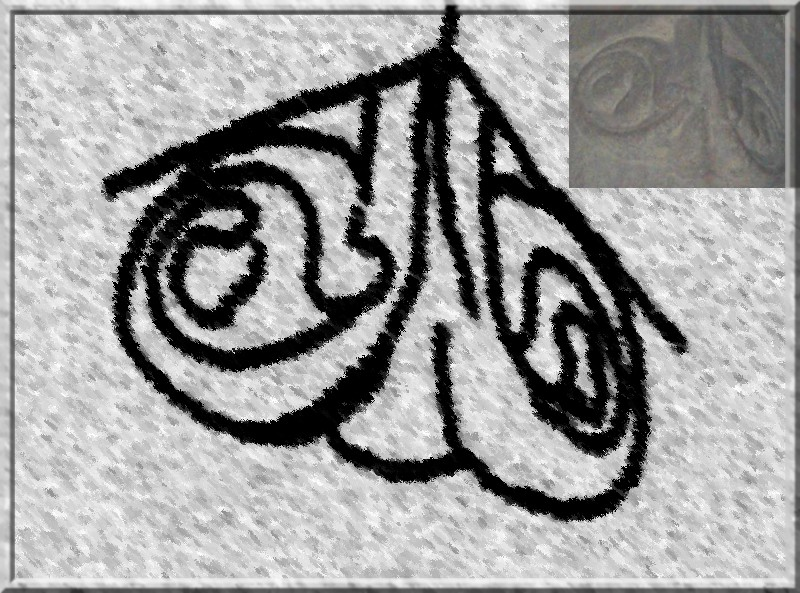
Crochets empâtés.
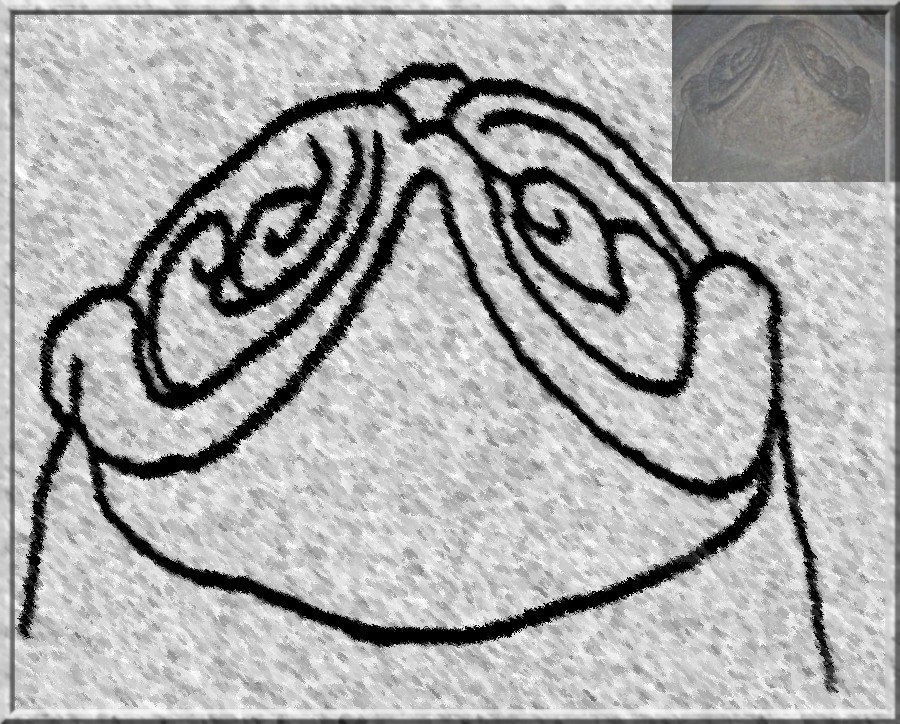
Crochets travaillés.
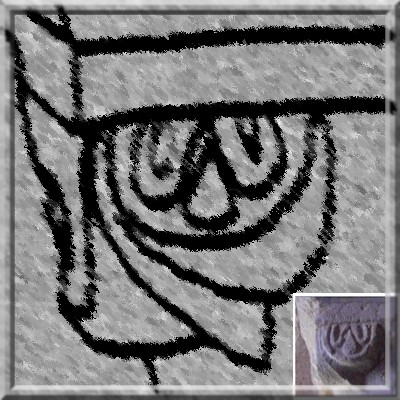
Fleur de Lys, symbole de la Vierge.
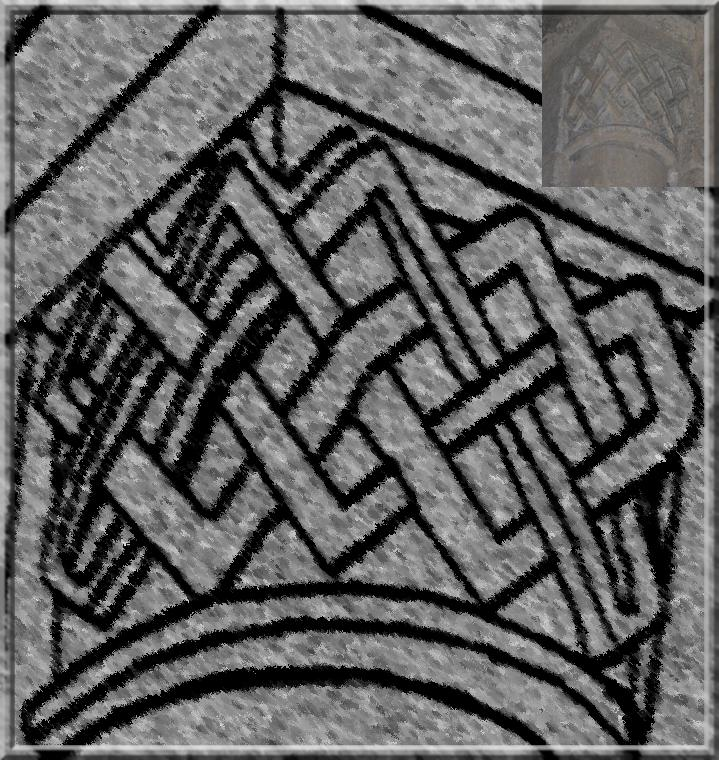
Des entrelacs.
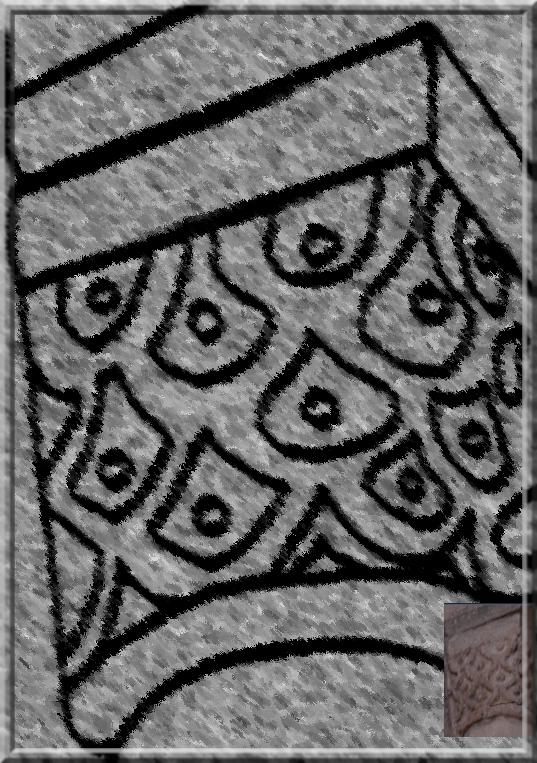
Motifs de vannerie.

### Les bas-côtés du chœur
En se référant à la datation de Michel Pinel, les modillons nord et sud se trouvaient à l'extérieur de l'église jusqu'à l'édification au XVIIIe ou XIXe siècle des bas-côtés qui les engloba à l'intérieur de l'édifice.

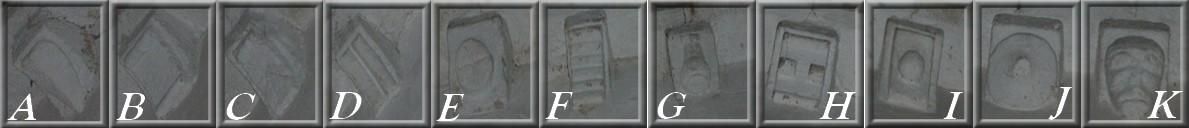
Les modillons versant nord.

Sur le versant nord, le modillon C porte une croix en sautoir, le modillon E représente une croix latine au creux d'un médaillon, et le modillon "G" un calice. Au XIIIe siècle, la statuaire chrétienne tentaient de désigner les apôtres par « les instruments de leur martyrs ». Si tel est le cas pour l'église de Saint-Germain-sur-Ay, alors les sculpteurs ont notamment représenté le supplice de saint André (modillon C), de saint Philippe (modillon E) et de saint Jean (modillon G). Parmi les autres modillons, moins symboliques, le visiteur peut distinguer un bouclier (modillon A), un parchemin (modillon B) et un visage (modillon K).

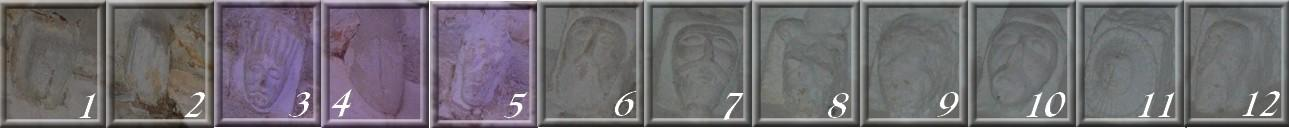
Les modillons versant sud.

Les églises édifiées durant l'âge roman, respectaient une logique d'agencement. Celle-ci attribuait volontiers le côté sud aux personnages du Nouveau Testament. Sur le versant sud, douze personnages apparaissaient jusqu'au XIXe siècle à la vue des fidèles. S'il s'agit des douze apôtres, on peut tenter de les identifier selon l'ordre dans lequel ils apparaissent dans le canon de la messe. Selon Viollet-le-Duc: « Dans le canon de la messe, les douze apôtres sont désignés dans l’ordre suivant : Pierre, Paul, André, Jacques, Jean, Thomas, Jacques, Philippe, Barthélemy, Matthieu, Simon et Taddée ». Il arrive qu'un évangéliste prenne la place d'un apôtre. L'évangéliste Marc prend parfois la place de Simon, le onzième apôtre dans l'ordre du canon. Le modillon "11" porte un personnage stylisé avec une crinière. La forme allégorique, proche du tétramorphe à travers laquelle Marc est le plus souvent représentée dans la statuaire chrétienne : celle du lion.

### La nef

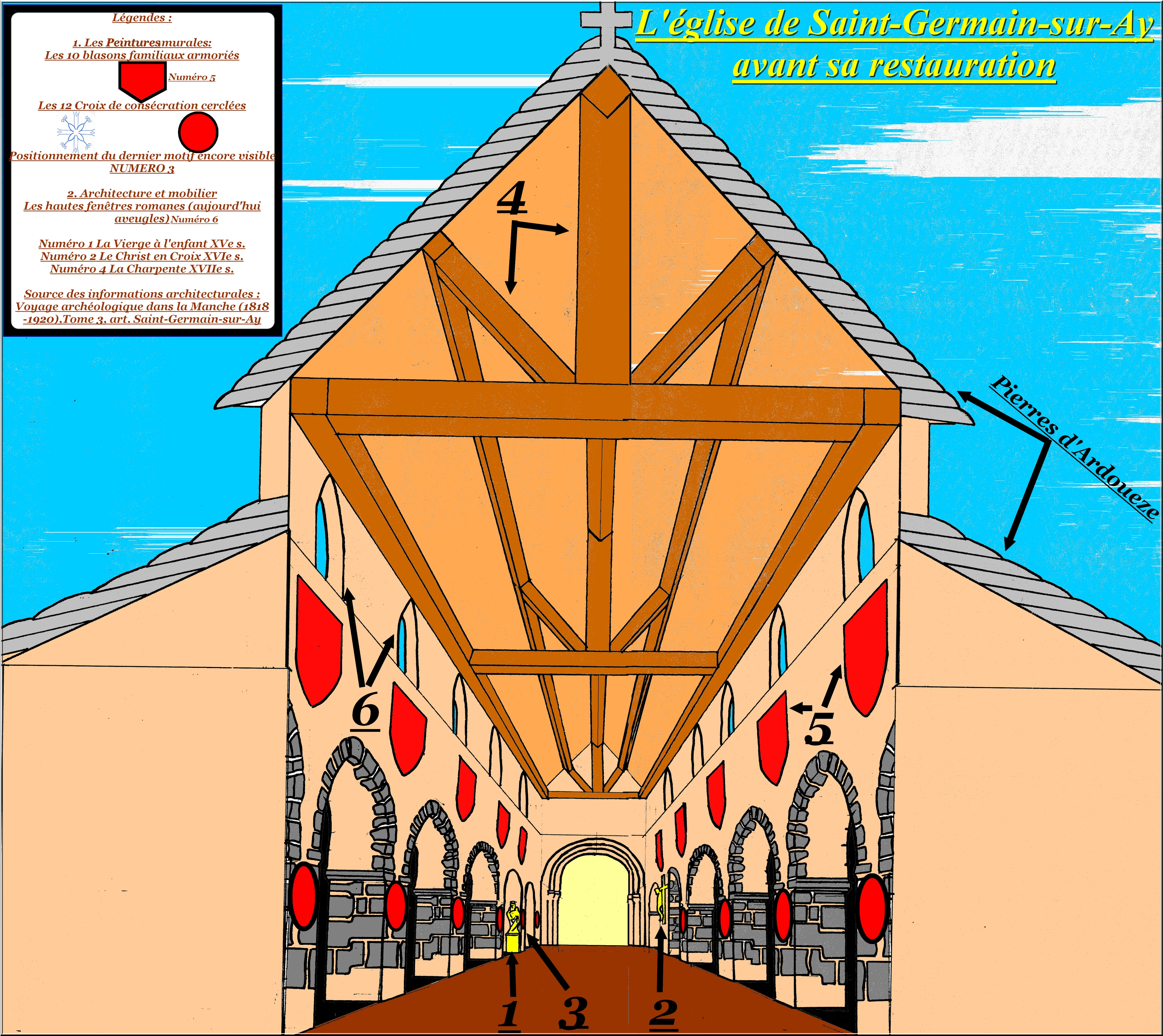
La nef dans son intégralité.

Cette partie de l’édifice apparaît comme étant la plus pauvre en décoration, éclairé latéralement par les fenêtres des bas-côtés.
La nef aveugle à collatéral de la fin du XIIe siècle est composée de trois vaisseaux. Une allée centrale, longue de dix-huit mètres, à laquelle s’adossent deux bas-côtés voûtés en berceau. Elle est parcourue par cinq travées retombant sur des grosses piles carrées surmontées de larges arcs en plein cintre fourrés qui font penser à ceux de la nef de la Lucerne et sont sans doute contemporains. Les piliers ont pour seul élément de décoration architecturale une simple imposte intérieure. Sur la façade occidentale, un large oculus et deux étroites fenêtres primitives romanes laissent pénétrer la lumière. Sur les côtés nord et sud quatre fenêtres légèrement rehaussées et pourvues d’une armature en fer forgé complètent l’apport en luminosité.
Le mur nord comporte une porte condamnée qui donnait accès à l’ancien prieuré. Dans la largeur du mur, on trouve également un autel à l’encadrement sculpté permettant d’accueillir une icône et deux cierges. Le visage actuel de l’église est le fruit de la confrontation des points de vue de l’abbé Lefort et de l’architecte des beaux-arts M. Froidevaux au cours des années 1950. De leurs travaux, plusieurs remarques permettent de mettre en évidence l’évolution structurelle de la nef.
À l’origine, celle-ci était pourvue de trois toits en « pierres d’Ardoueze ». M. Froidevaux note dans son rapport du 17 mars 1947 que ce type de couverture était encore présent au niveau de l’abside. La région ne dispose pas de gisement d’ardoise, l’utilisation de la « pierre d’Ardoueze » permettait de pallier ce manque. Il s’agit d’une pierre schisteuse qui permet de couvrir de manière durable et massive les édifices.
La voûte en bois actuelle fut construite en 1954. Elle retombe jusqu’aux grandes arcades. Cet élément architectural masque aujourd’hui les fenêtres romanes dont est pourvue la haute nef (cf. l’illustration la nef dans son intégralité). Elles sont situées au-dessus de chaque arche, selon les croquis de l'abbé Auguste Lefort. Il est encore possible de les étudier en montant dans les combles par deux accès aménagés à cet effet.

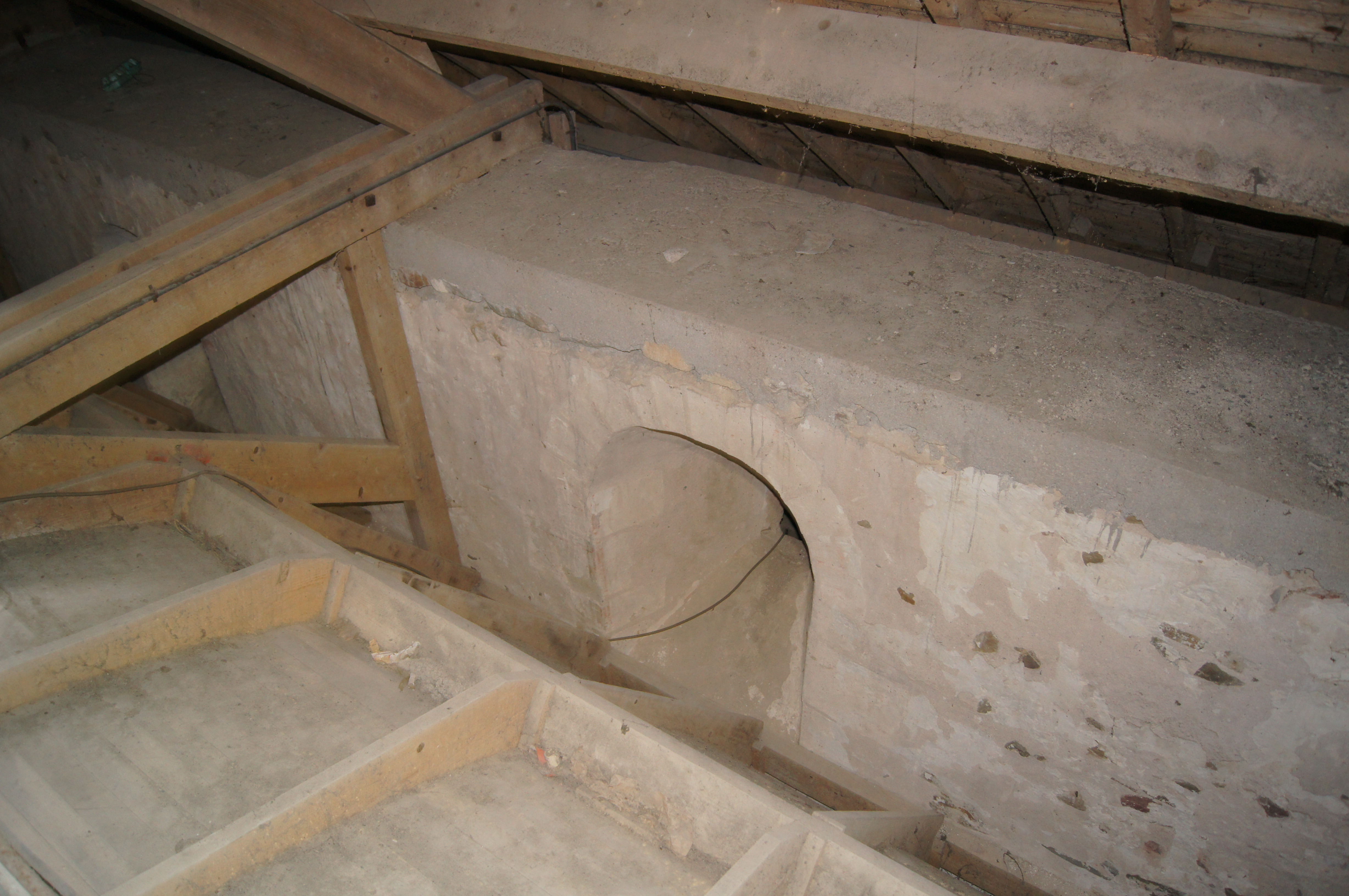
Fenêtre romane.
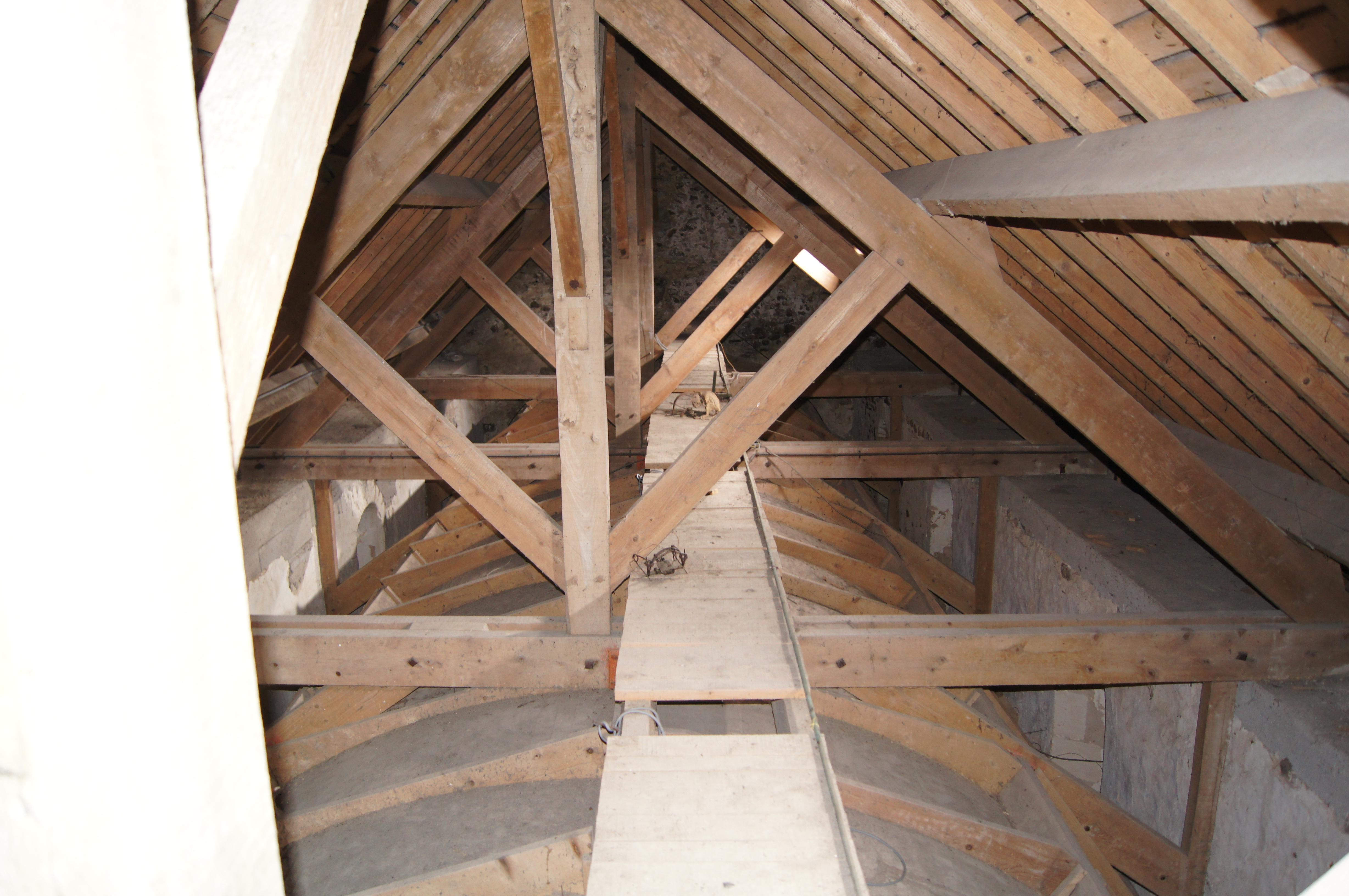
Charpente de la nef.
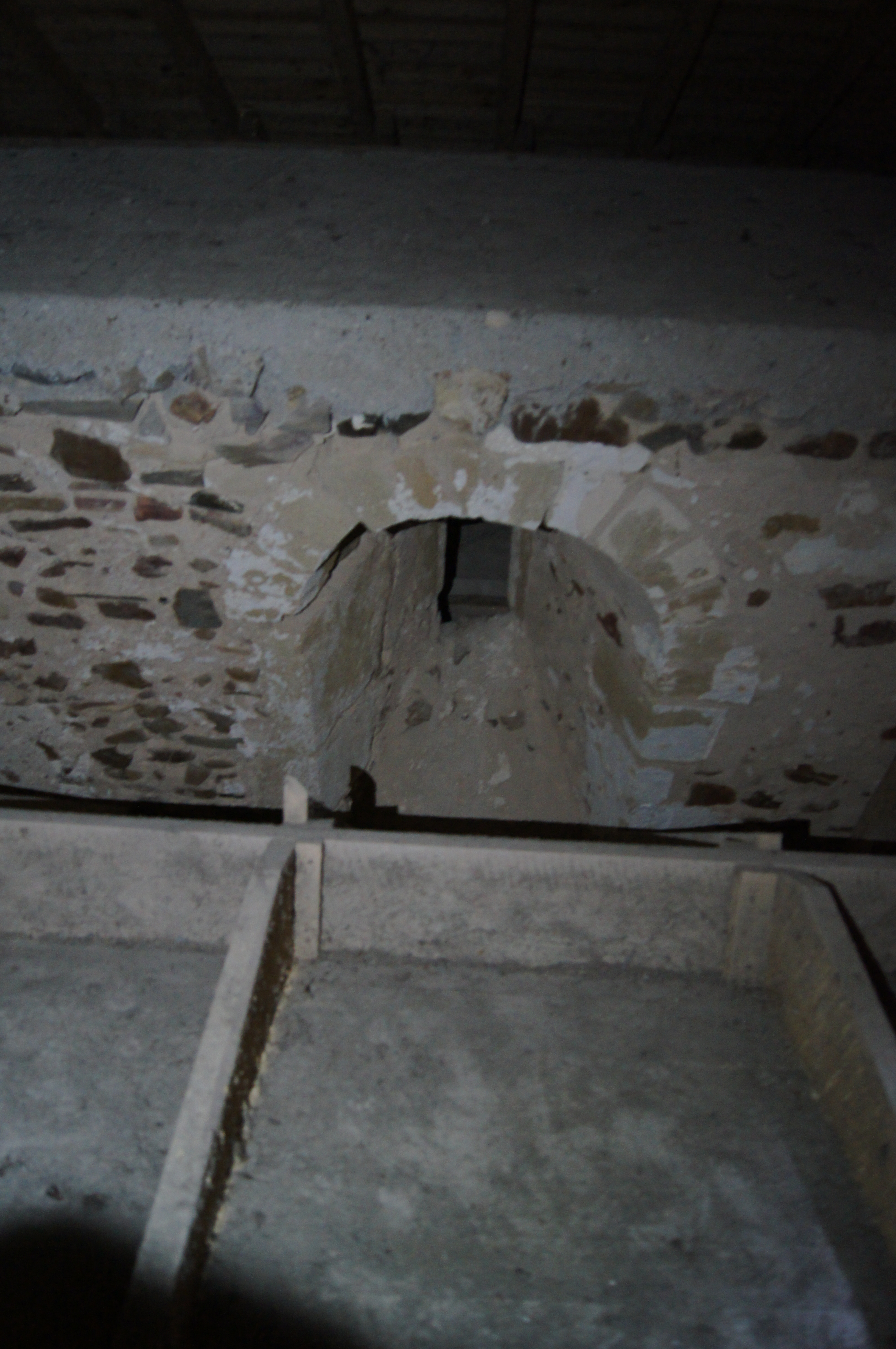
Fenêtre romane.
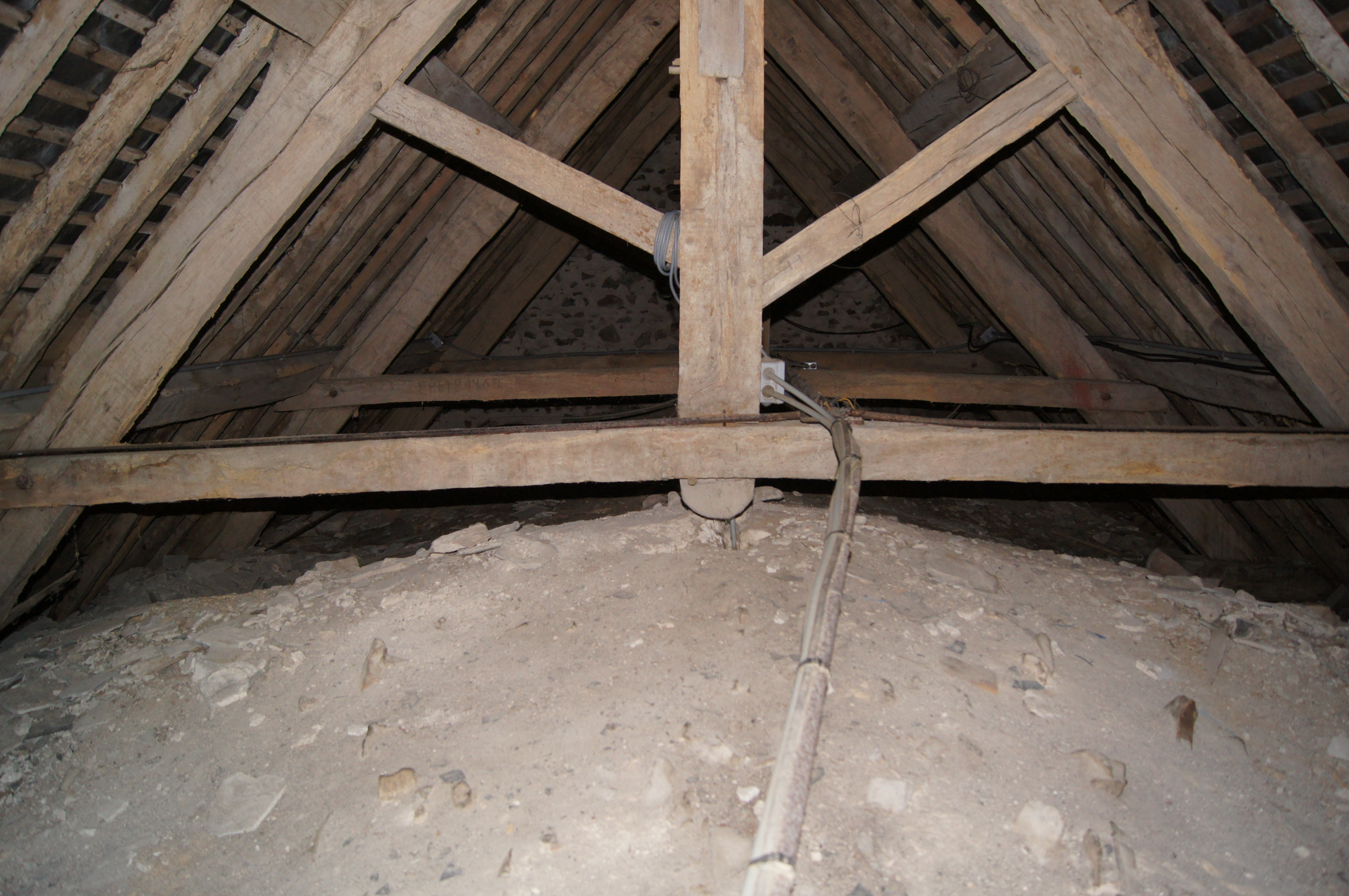
Charpente du chœur.

Les peintures murales

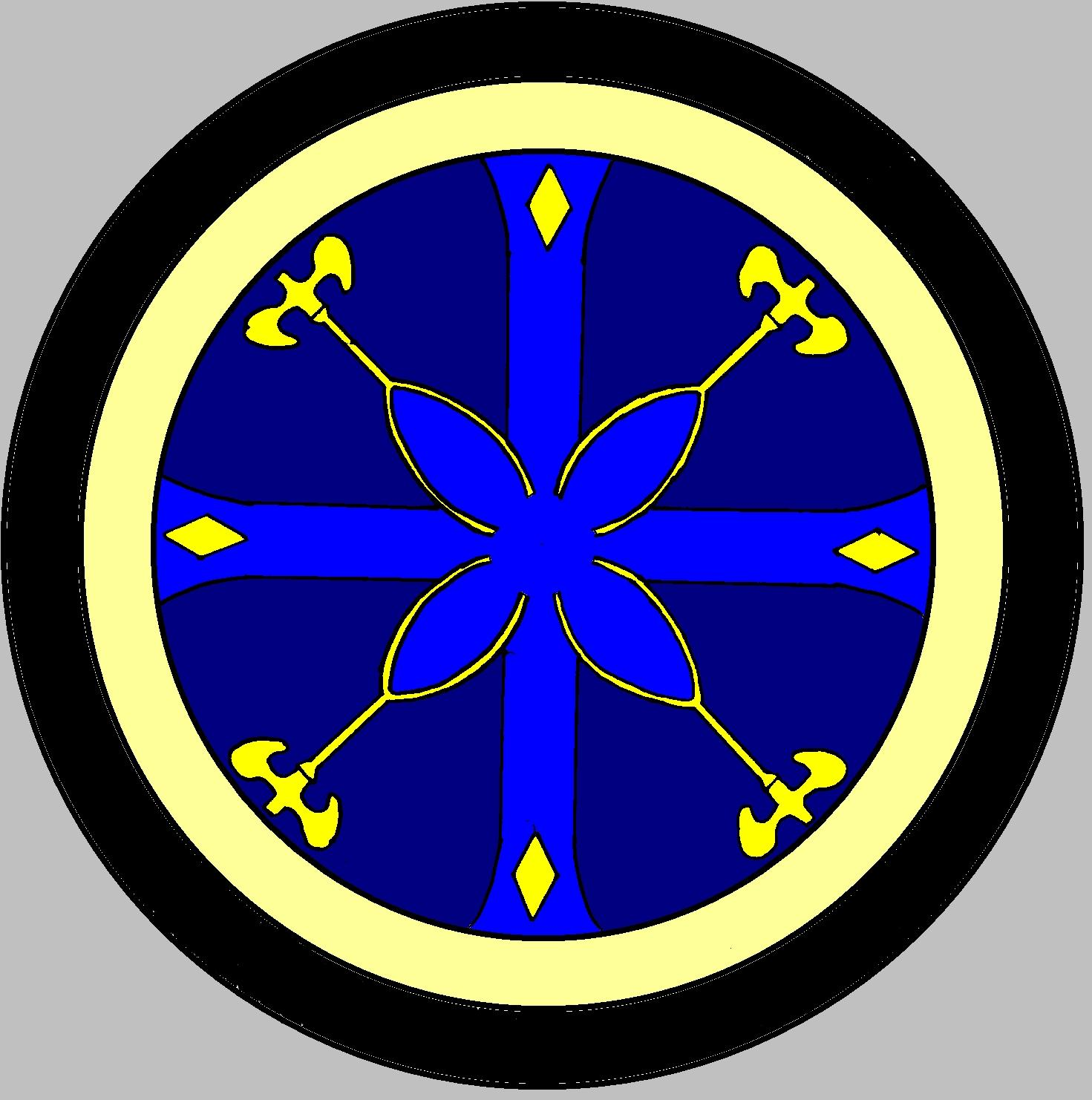
Reproduction de la Croix de consécration.

La nef apparaît pauvre et dépouillée face à la richesse du chœur. Mais un autre type d’expression artistique s'y illustrait : la peinture murale. C’est au cours de la restauration du milieu du XXe siècle, que l’on mit en évidence cette décoration. La nef était alors recouverte d’un enduit lui donnant uniformément une couleur blanche. La décision fut prise de laisser les pierres apparentes et de décaper cette couverture. Lors de cette opération les ouvriers ont découvert plusieurs blasons armoriés. Ils ne furent pas identifiés, seules leurs positions ont été relevées par les soins de l'abbé Auguste Lefort. Ils étaient à mi hauteur entre les arches et les fenêtres romanes comme le montre le schéma. Ainsi, les bienfaiteurs de l’église avaient le droit de faire figurer leur blason familial contre une participation financière à l’entretien et à la protection de l’église.
La dernière peinture murale encore identifiable se trouve sur le pilier nord le plus à l’est de la nef (Illustration : la nef dans son intégralité, numéro 3). Il s’agit d’une croix de consécration cerclée, et tréflée en son centre. Chaque feuille du trèfle est surmontée d’une fleur de lys. La croix de consécration est un motif figeant la bénédiction de l’église par l’évêque. Celui-ci procédait au signe de croix face à chacun des piliers. Le peintre matérialisait cette action religieuse par une croix peinte.

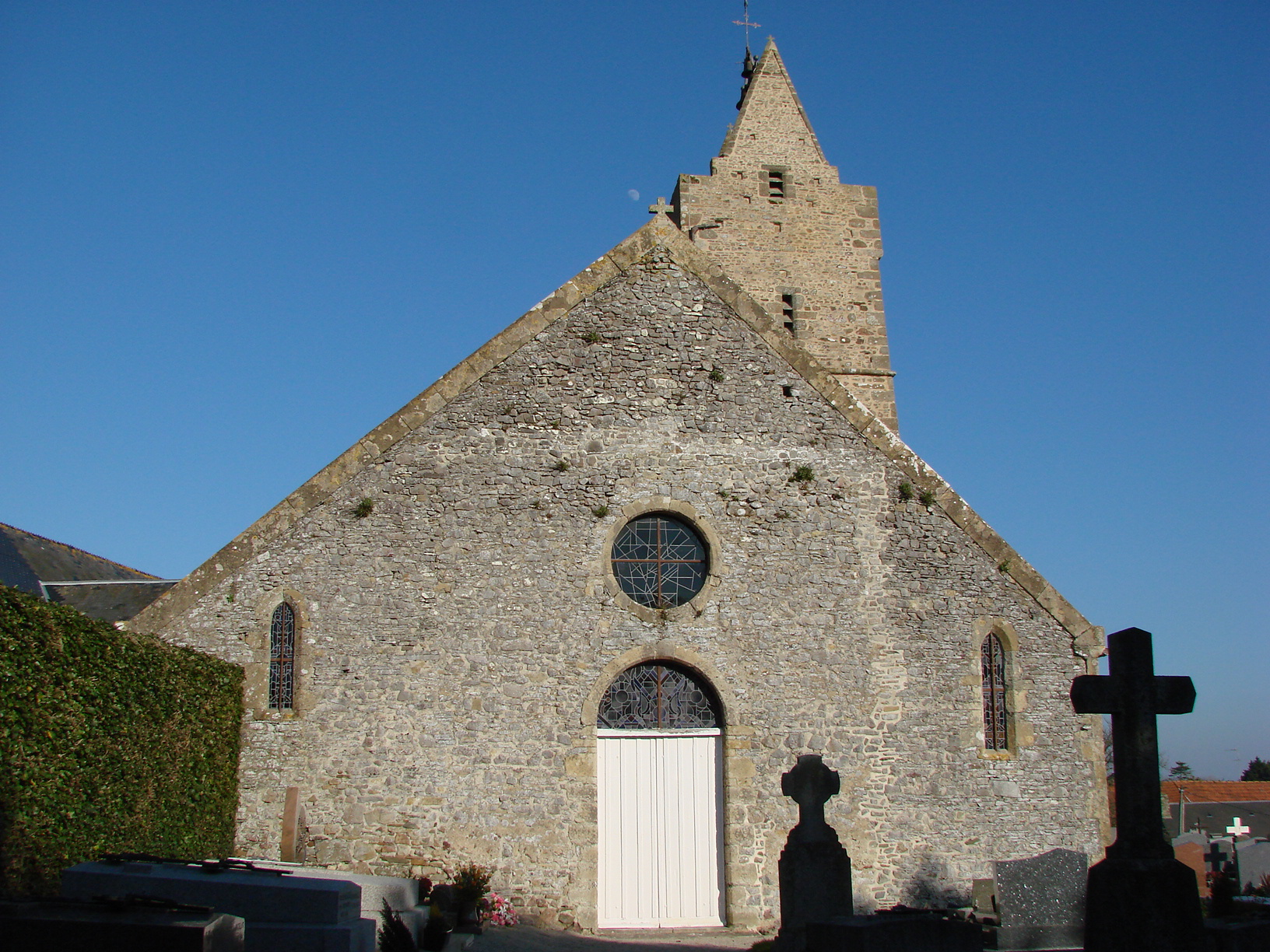
Façade occidentale de la nef coiffée d'un toit unique.
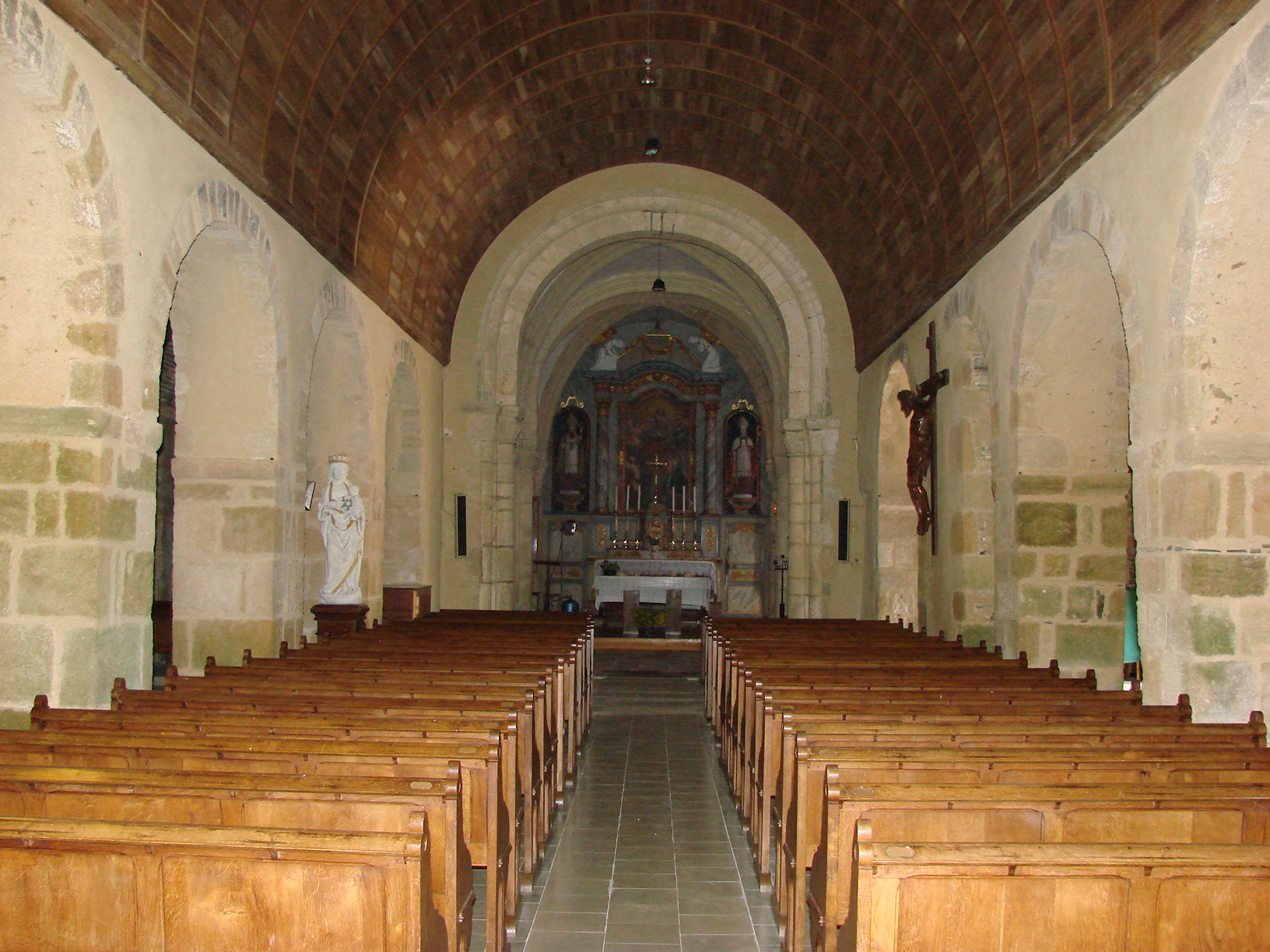
La nef et sa voûte en bois des années 1950.
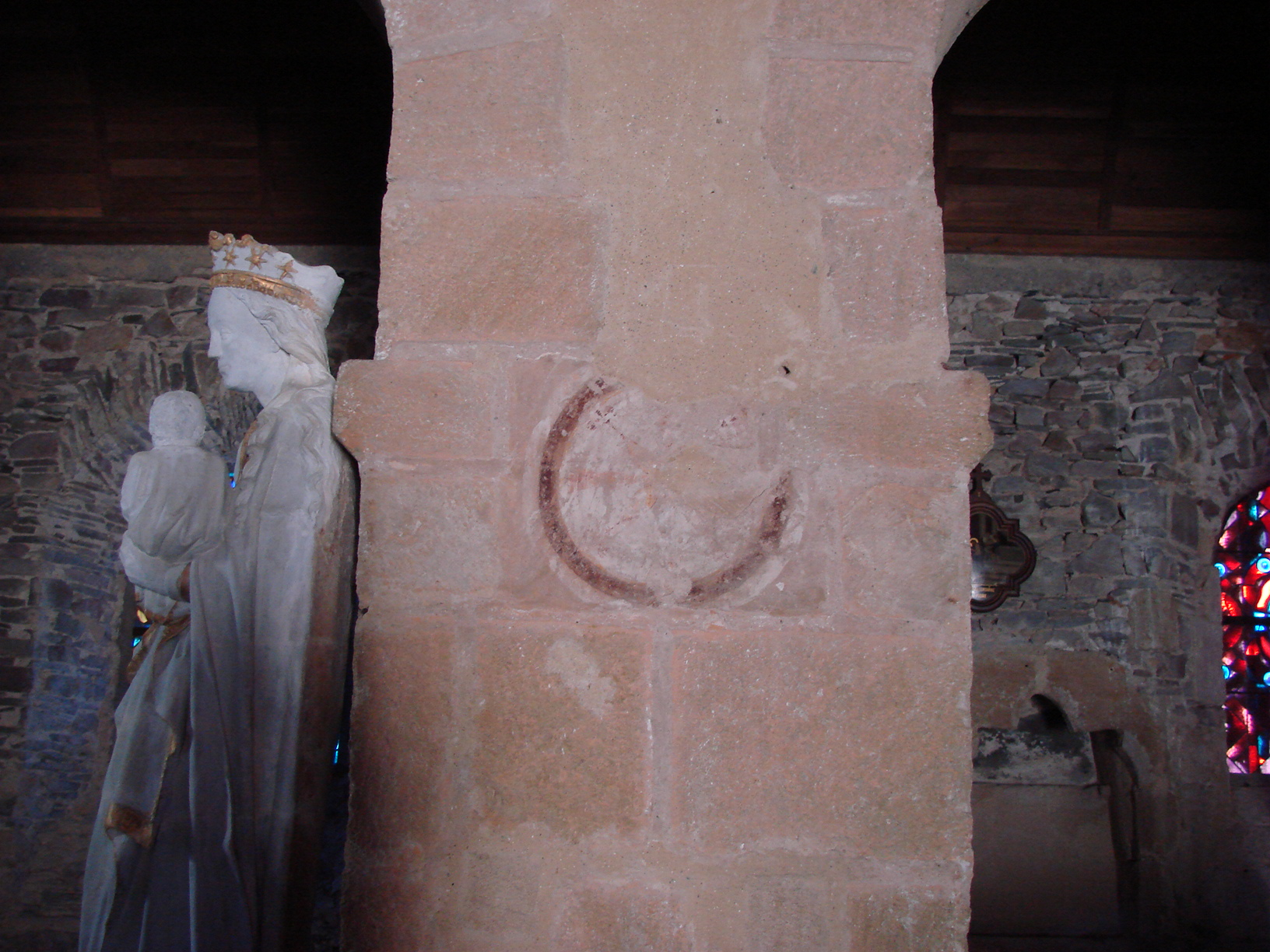
Emplacement de la croix peinte.
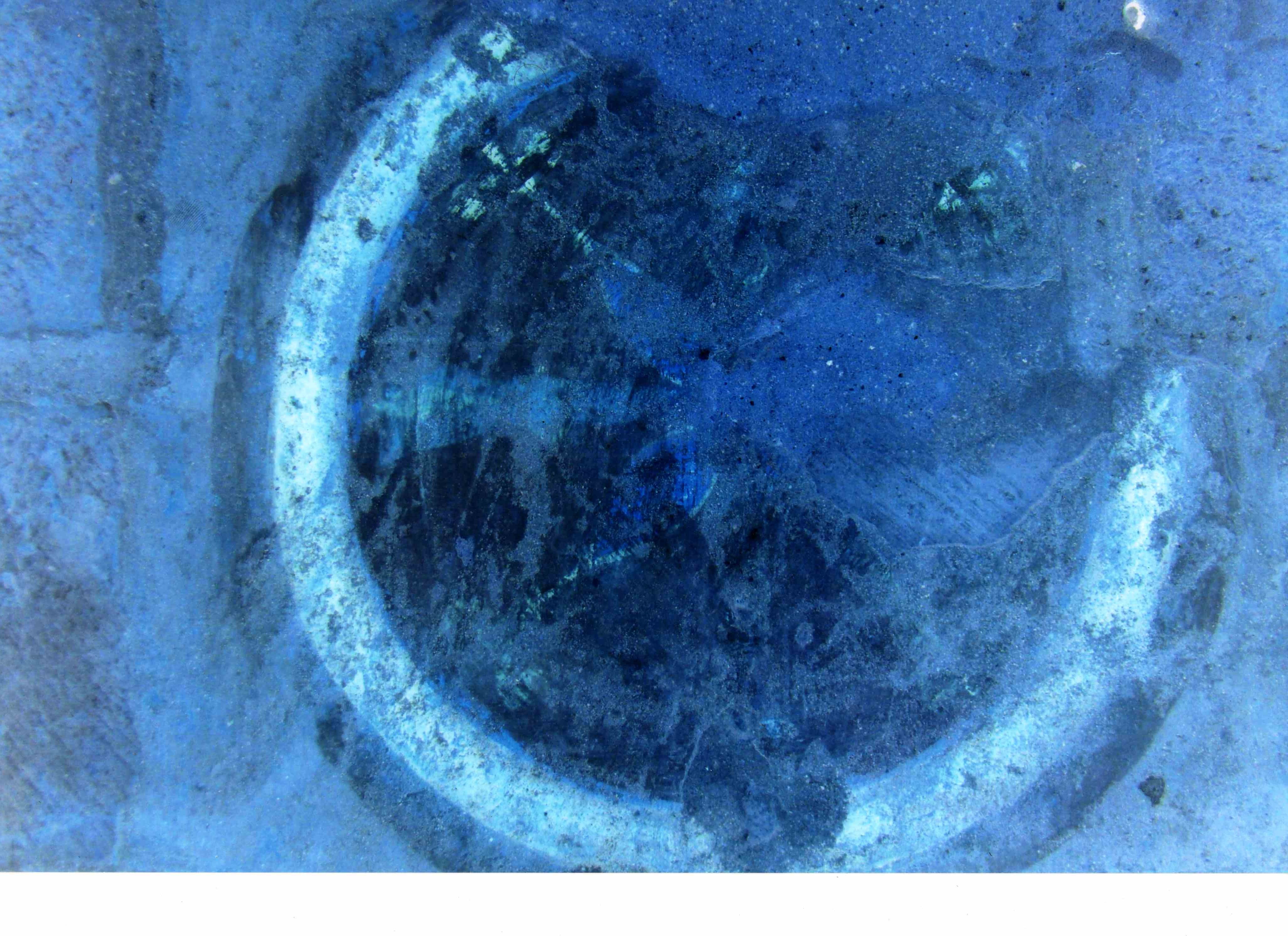
Négatif de la croix peinte.

### Le clocher-tour fortifié

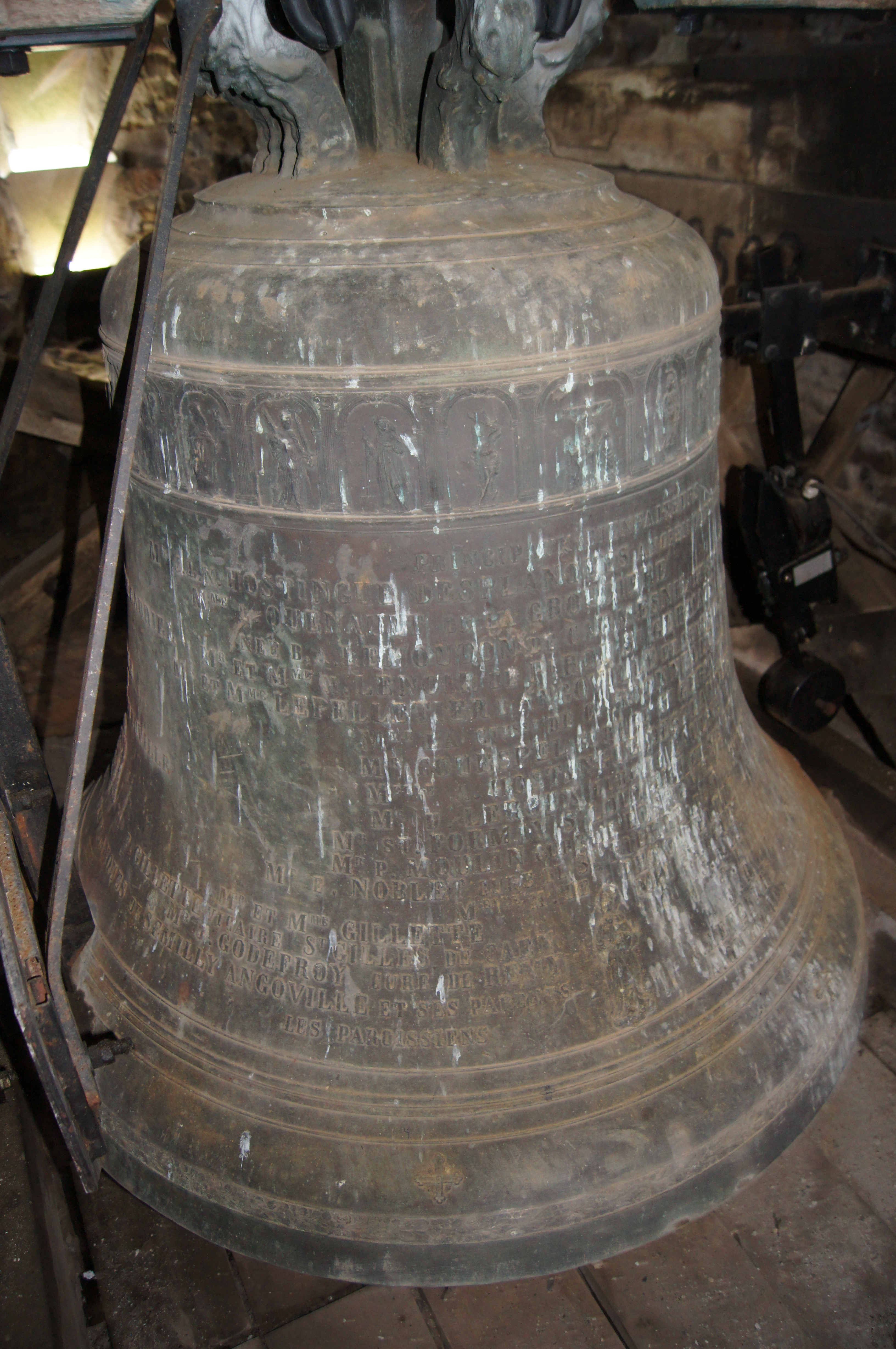
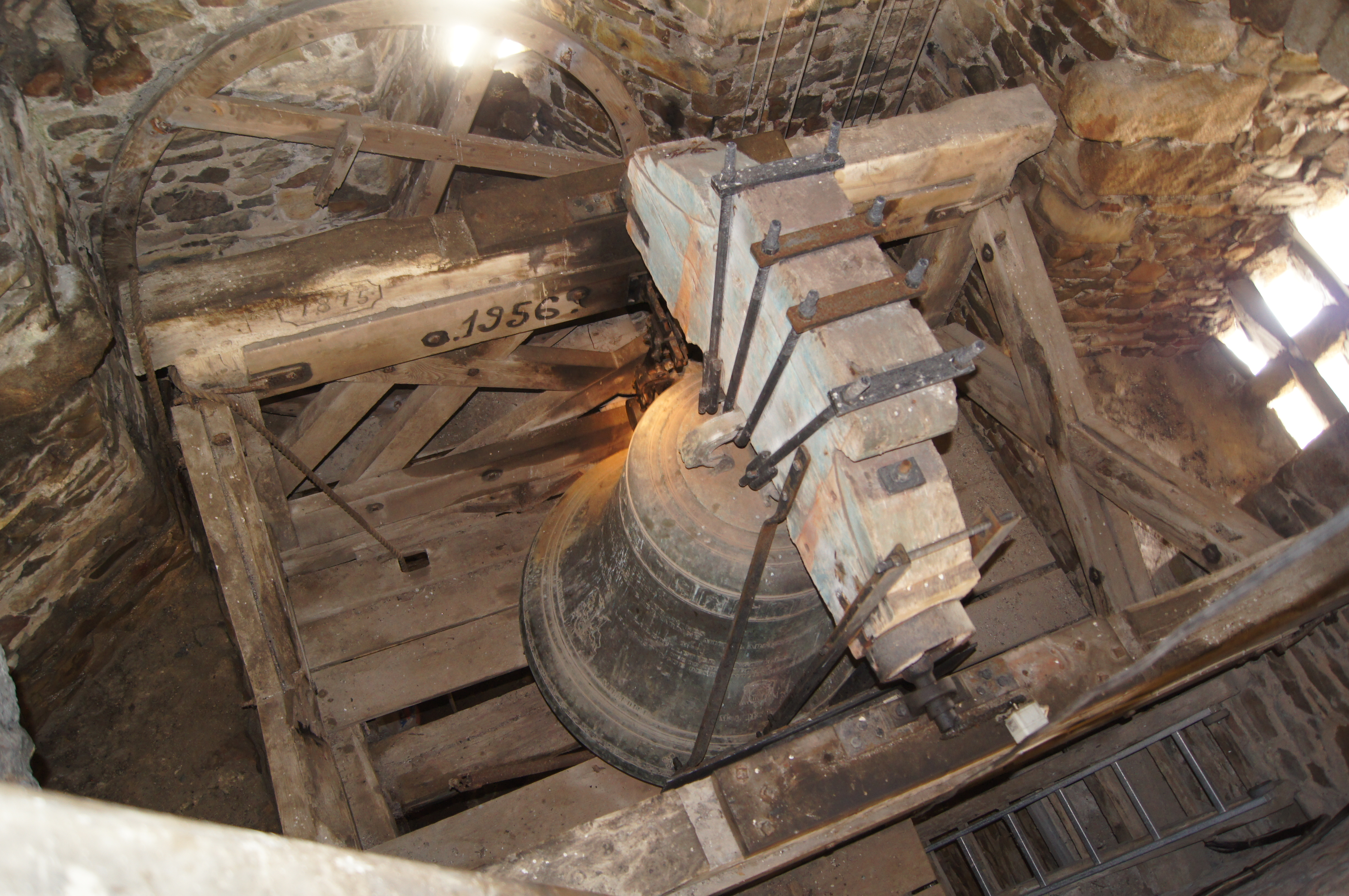
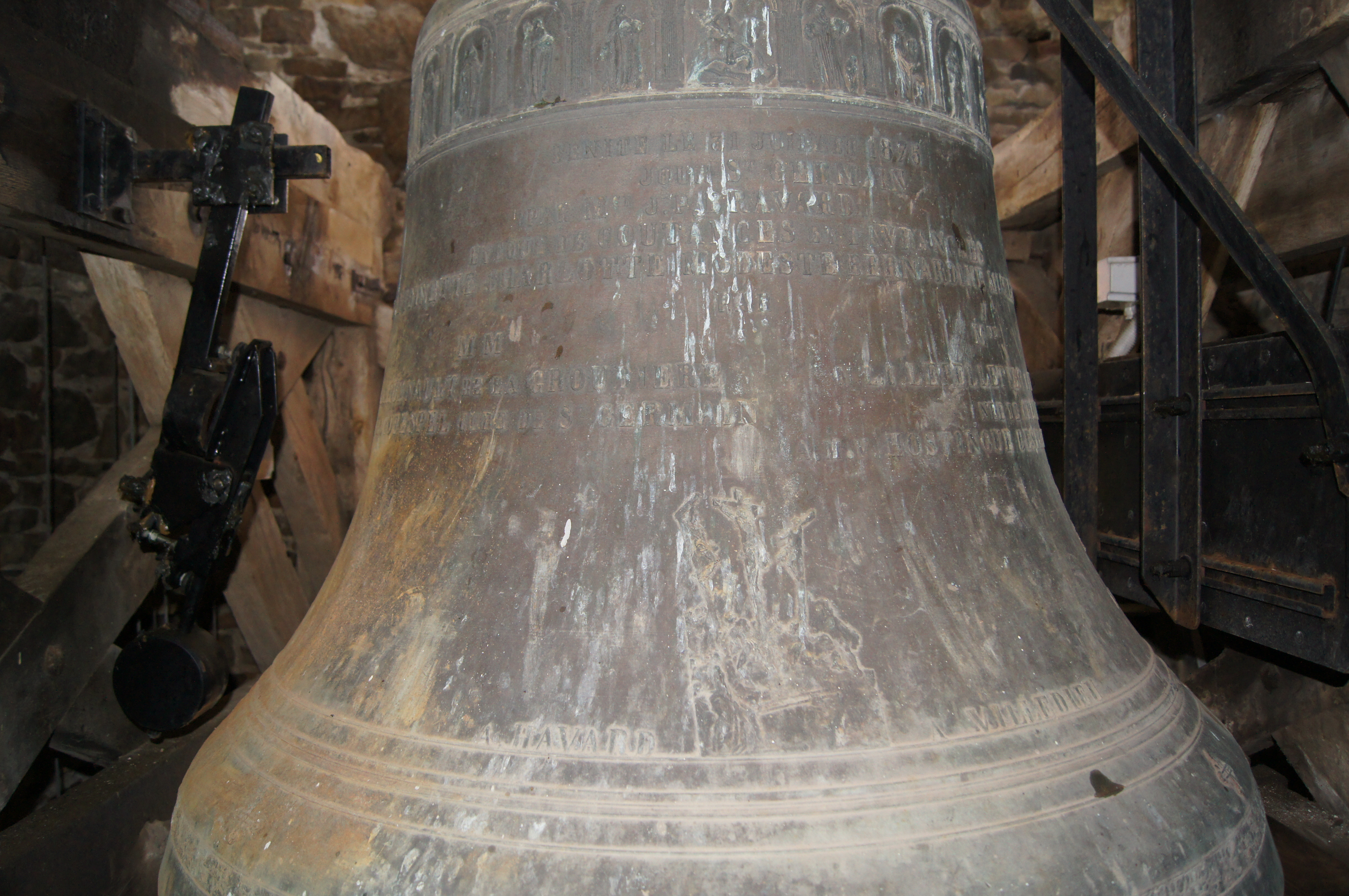

Point de vue sur le havre.

Le clocher-tour construit hors œuvre, latéralement à l'église, a été couronnée d'un parapet à faux mâchicoulis dans la seconde moitié du XIVe siècle.
La tour est pourvue au nord et au sud de faux mâchicoulis. Ils sont « simplement décoratifs et dépourvus d'ouvertures pour le tir ». Néanmoins, ces faux mâchicoulis avaient pour but de renforcer le caractère défensif de la tour et de décourager les assaillants. En effet, au XIVe siècle les incursions anglaises étaient fréquentes et meurtrières.
La tour faisait partie d'un réseau d’églises fortifiées cotentinoises qui à l’instigation des instances dirigeantes devaient permettre de contrôler et d’alarmer les populations contre d’éventuelles invasions. De sa position, à treize mètres au-dessus du niveau de la mer, il était possible de surveiller les allées et venues dans le havre, mais également les flottilles circulant sur le canal de la déroute, entre les côtes cotentinoises et Jersey.
Premier niveau - la trappe du sonneur de cloche
Second niveau - la cloche Marie Antoinette Charlotte Modeste Bernardine Michel Arsène Gabrielle

Les représentations artistiques dans la direction des quatre points cardinaux
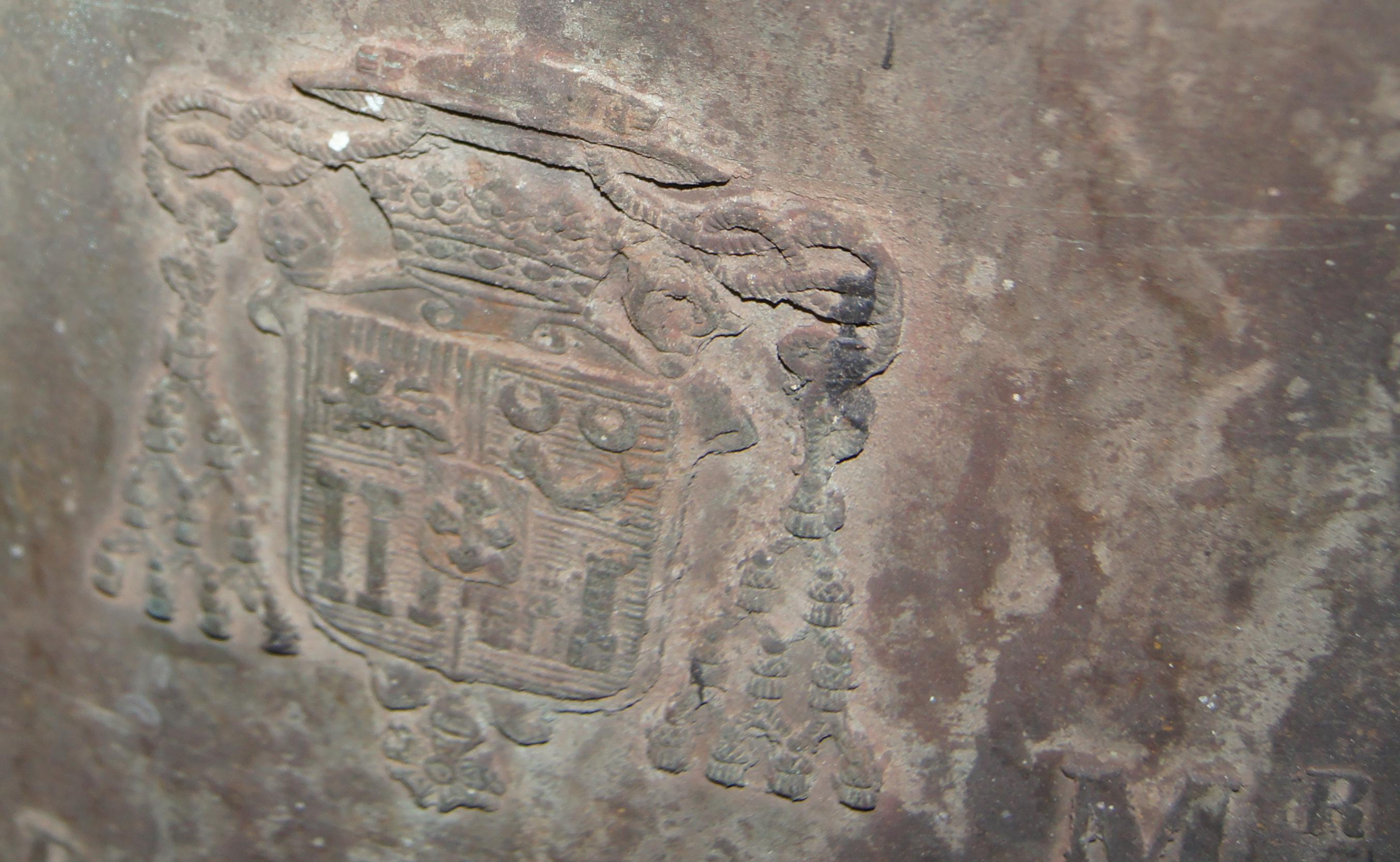
Le blason.
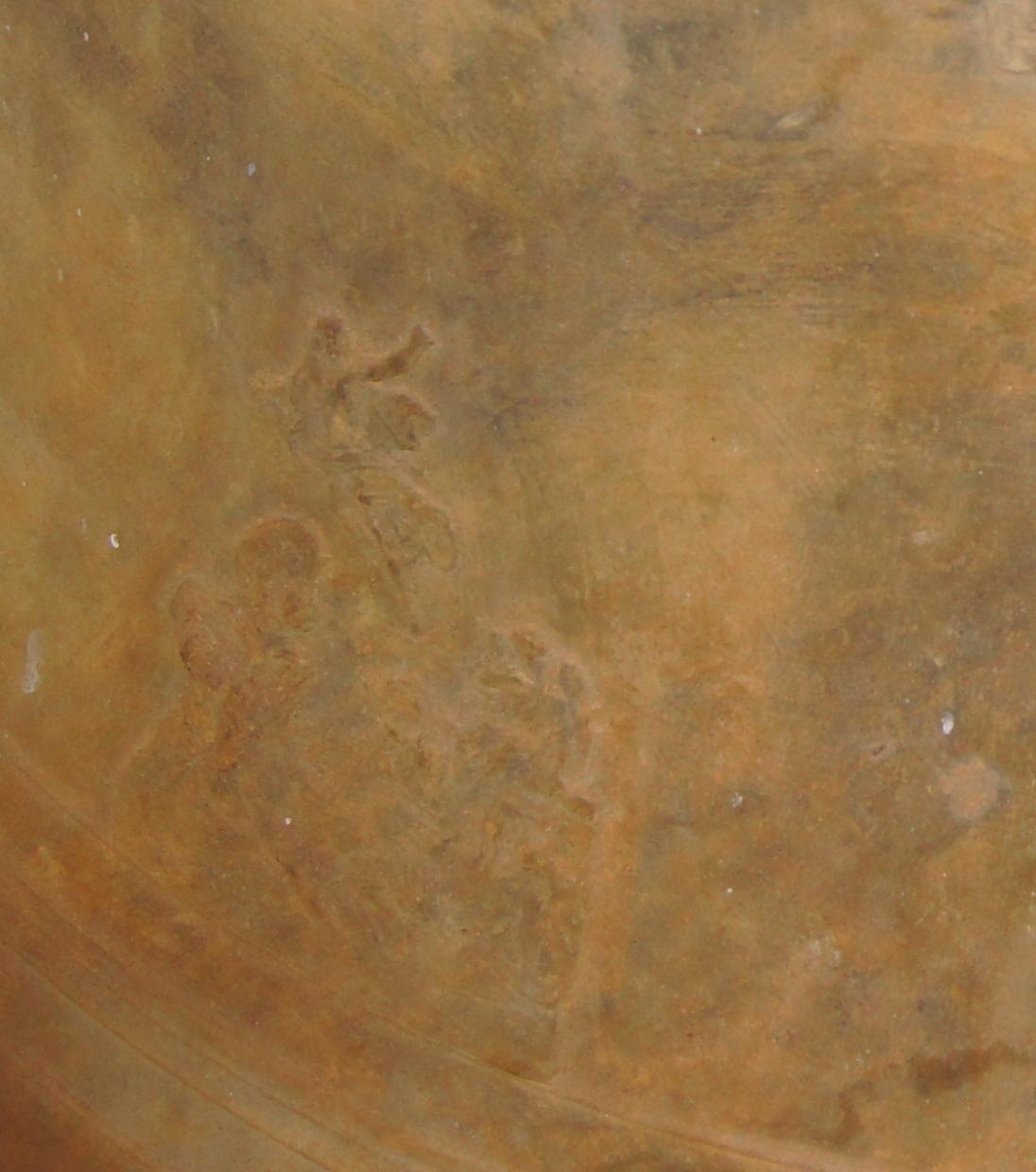
Un cavalier.
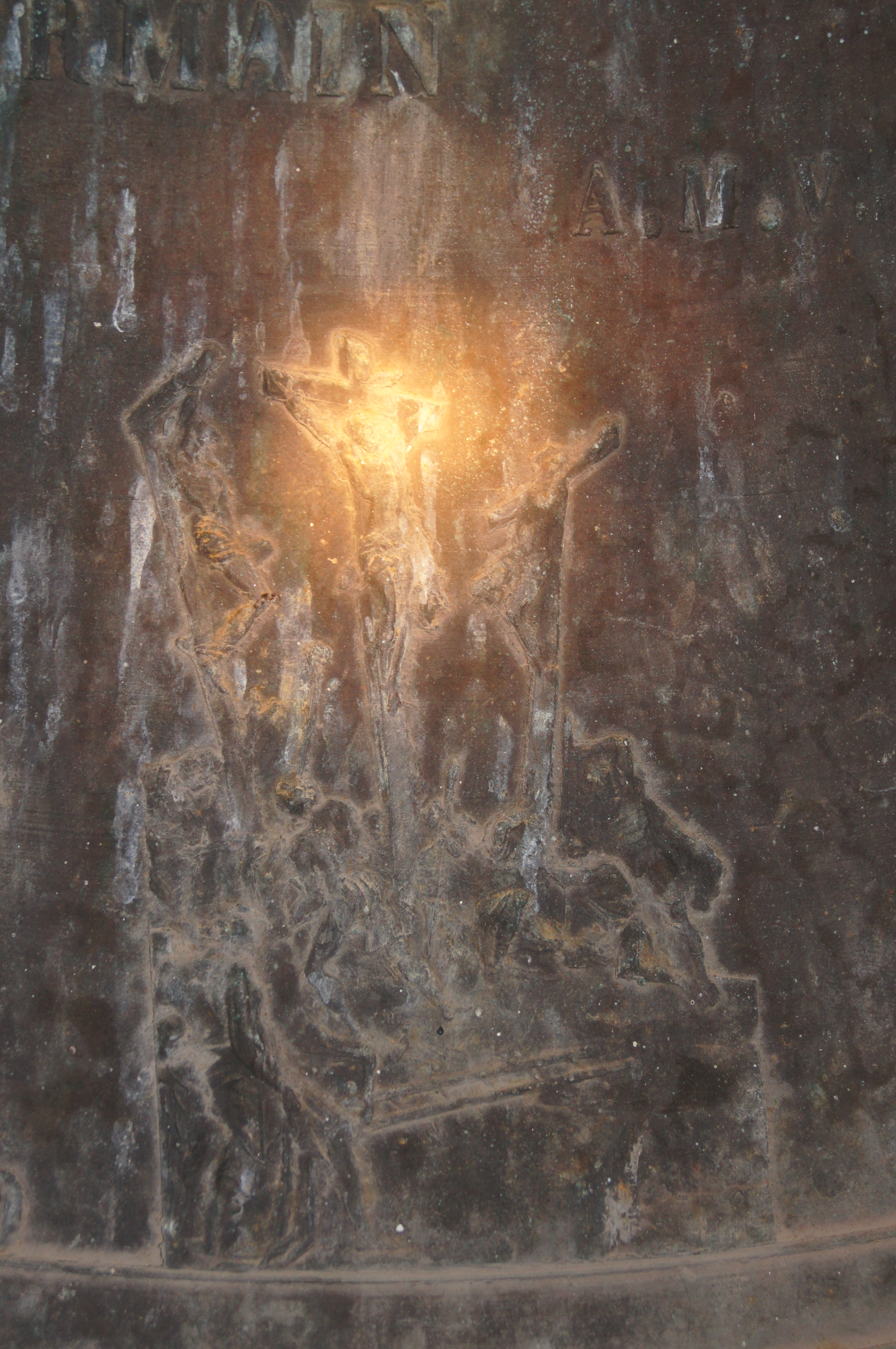
Crucifixion de Jésus.
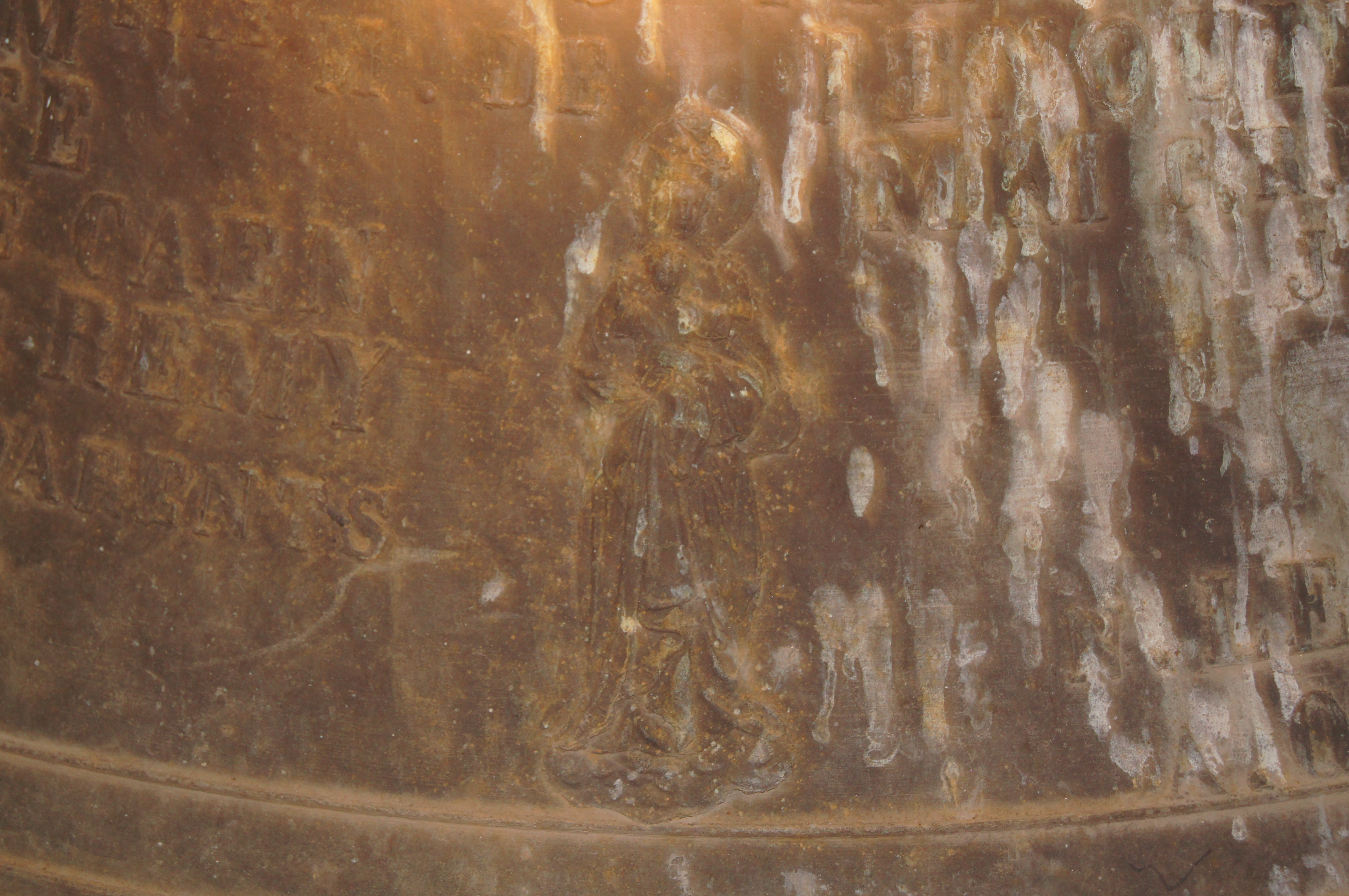
La Vierge à l'Enfant.

Les frises de personnages sur l'épaule de la cloche
Face nord-ouest.
Face sud-ouest.
Face nord-est.
Face sud-est.

Troisième niveau - l'horloge

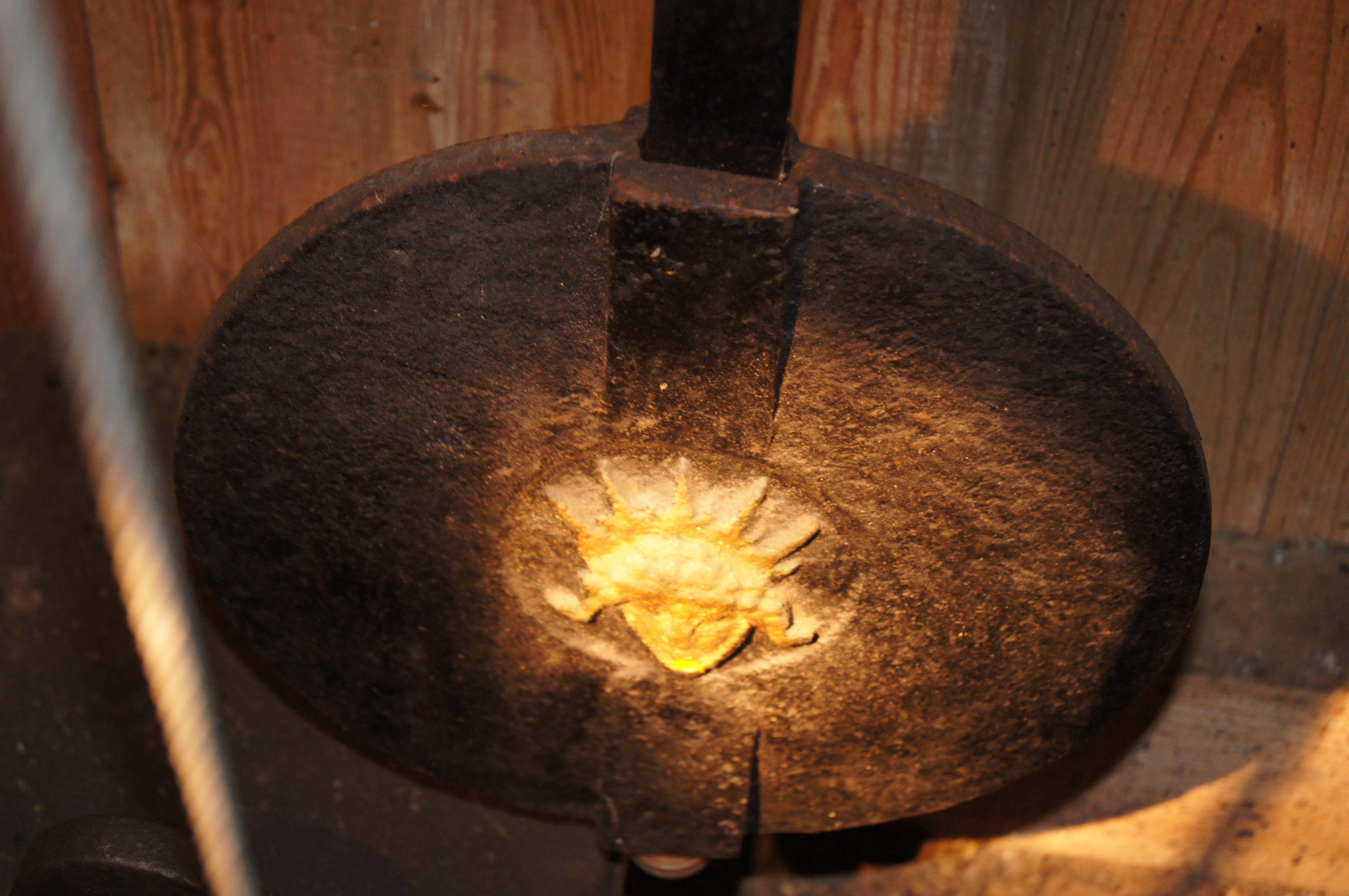
Balancier.>
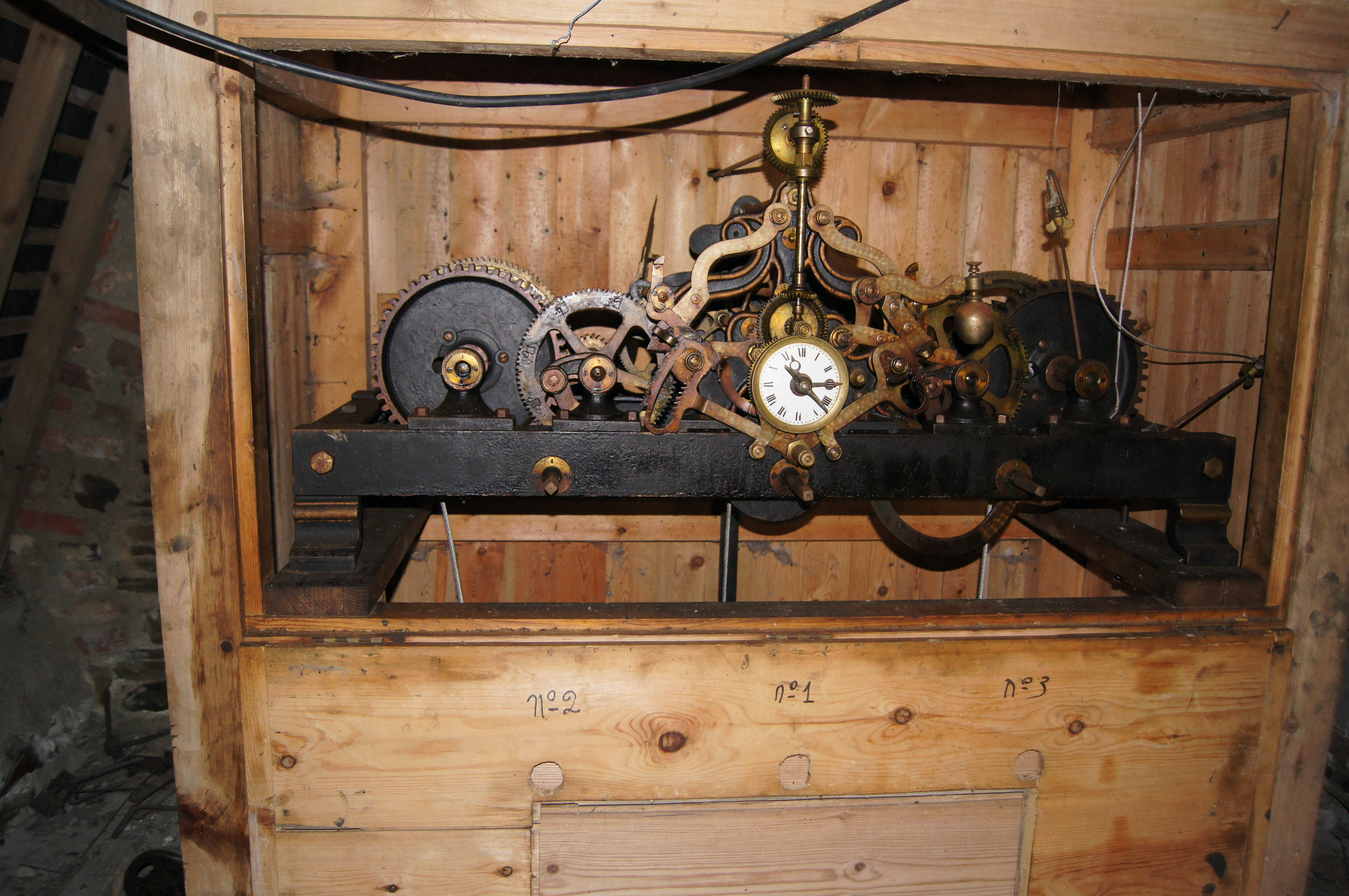
Horloge de l’église.
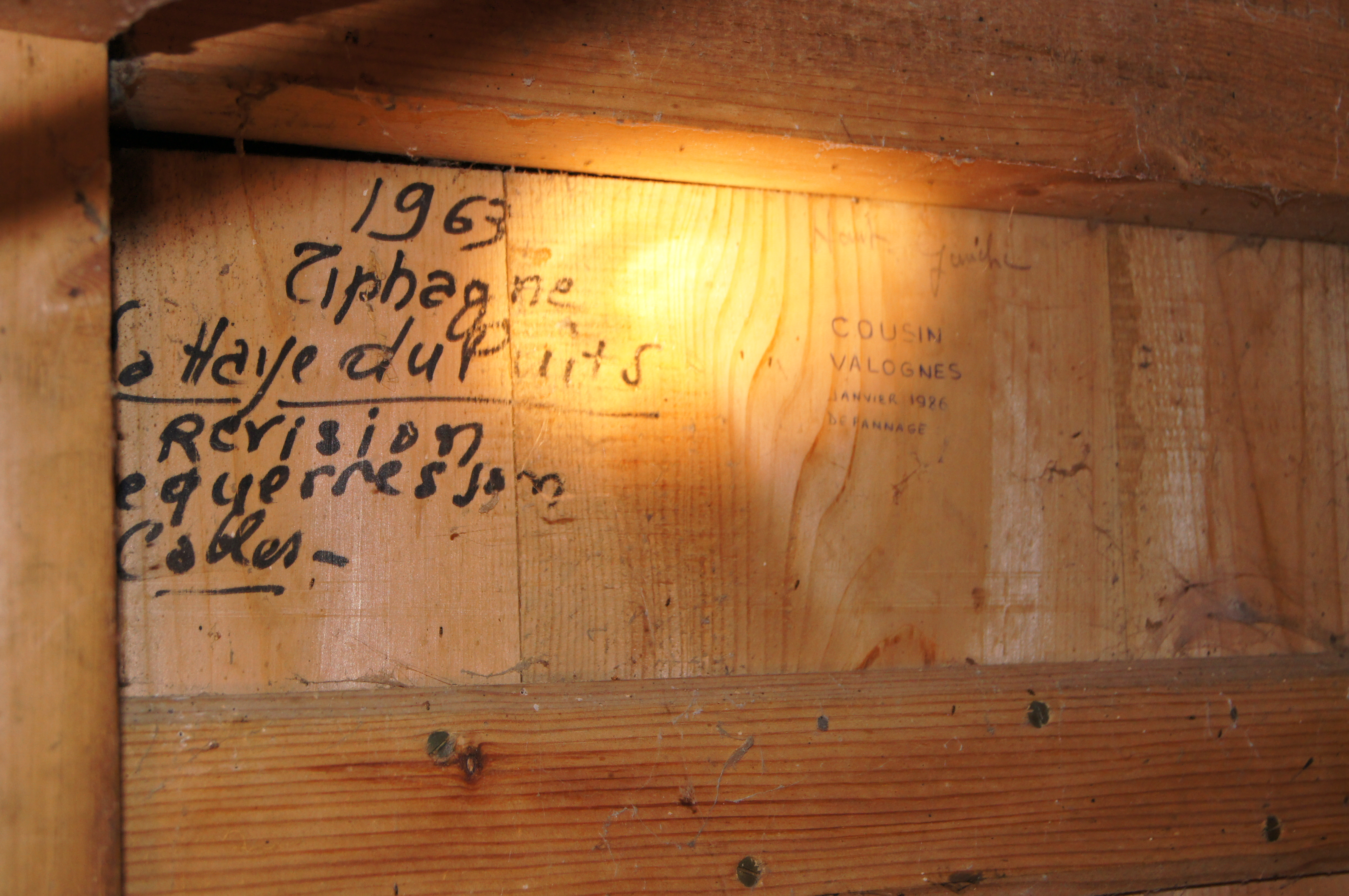
Révisions.

### Un témoignage de l'histoire maritime de Saint-Germain-sur-Ay
Il se situe sur une pierre à plus d’1,70 mètre du sol sur la façade ouest. Le graffiti représente un bateau à deux mâts : mât de misaine et mât d’artimon. Le mât de misaine porte une voile de type houari et un foc. Le mât d’artimon porte quant à lui une voile à livarde. Il est prolongé d’un mât de flèche à laquelle est accrochée une voile de flèche. Le bateau est également doté d’un solide beaupré. Des traits verticaux sur la coque semblent schématiser la cale. Ce graffiti appartient à la famille des ex-voto scéniques racontant en image les circonstances d’un naufrage.
Les ex-voto étaient encouragés par l’église et respectaient un certain rite. Le marin était mis à l’épreuve par les éléments. Il s’adressait au ciel en demandant sa protection. S’il réchappait, il promettait de faire un acte de reconnaissance. Le graffiti sur un édifice religieux est l’accomplissement de cette promesse.

Un témoignage maritime.
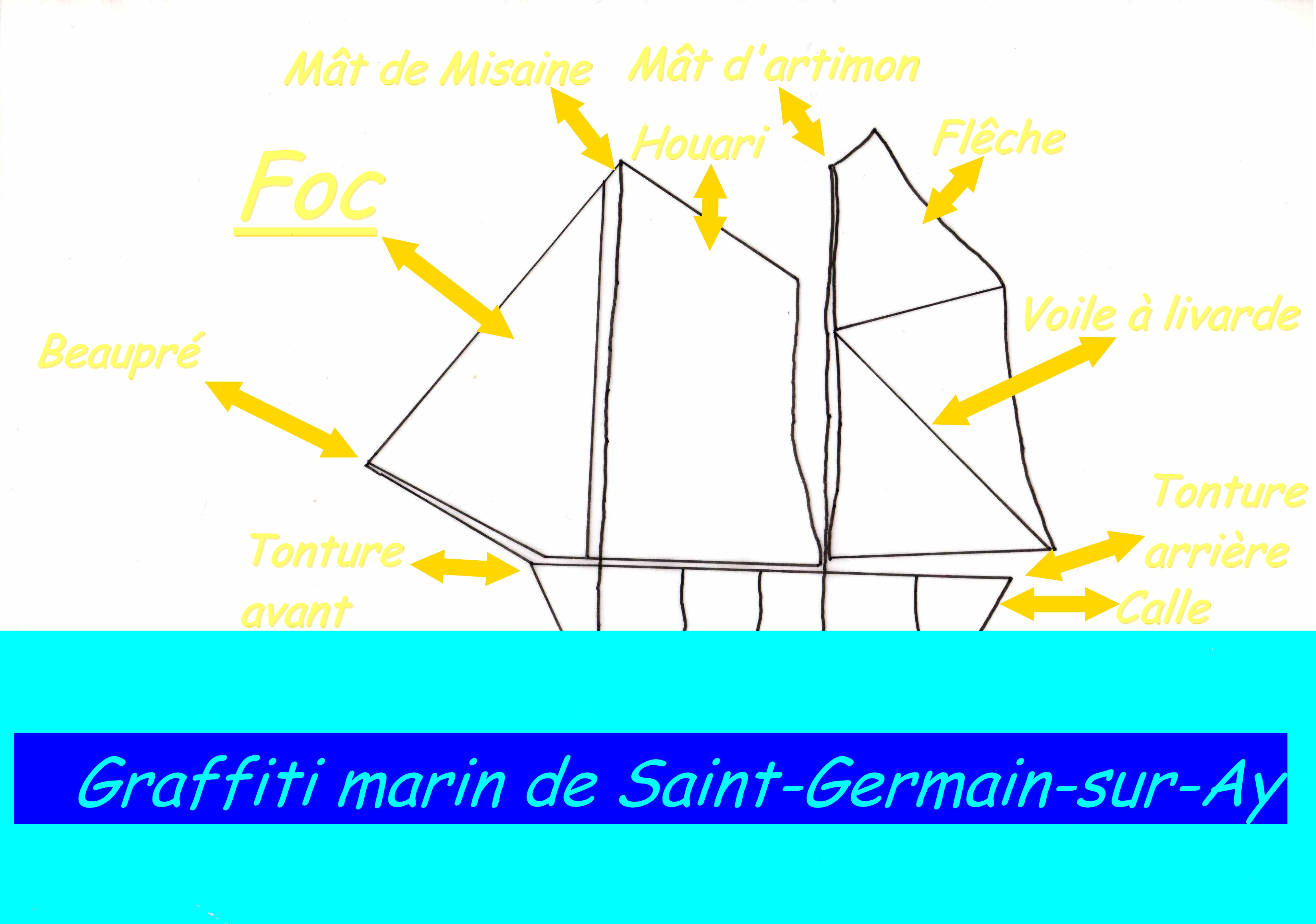
Schéma illustré du graffiti.
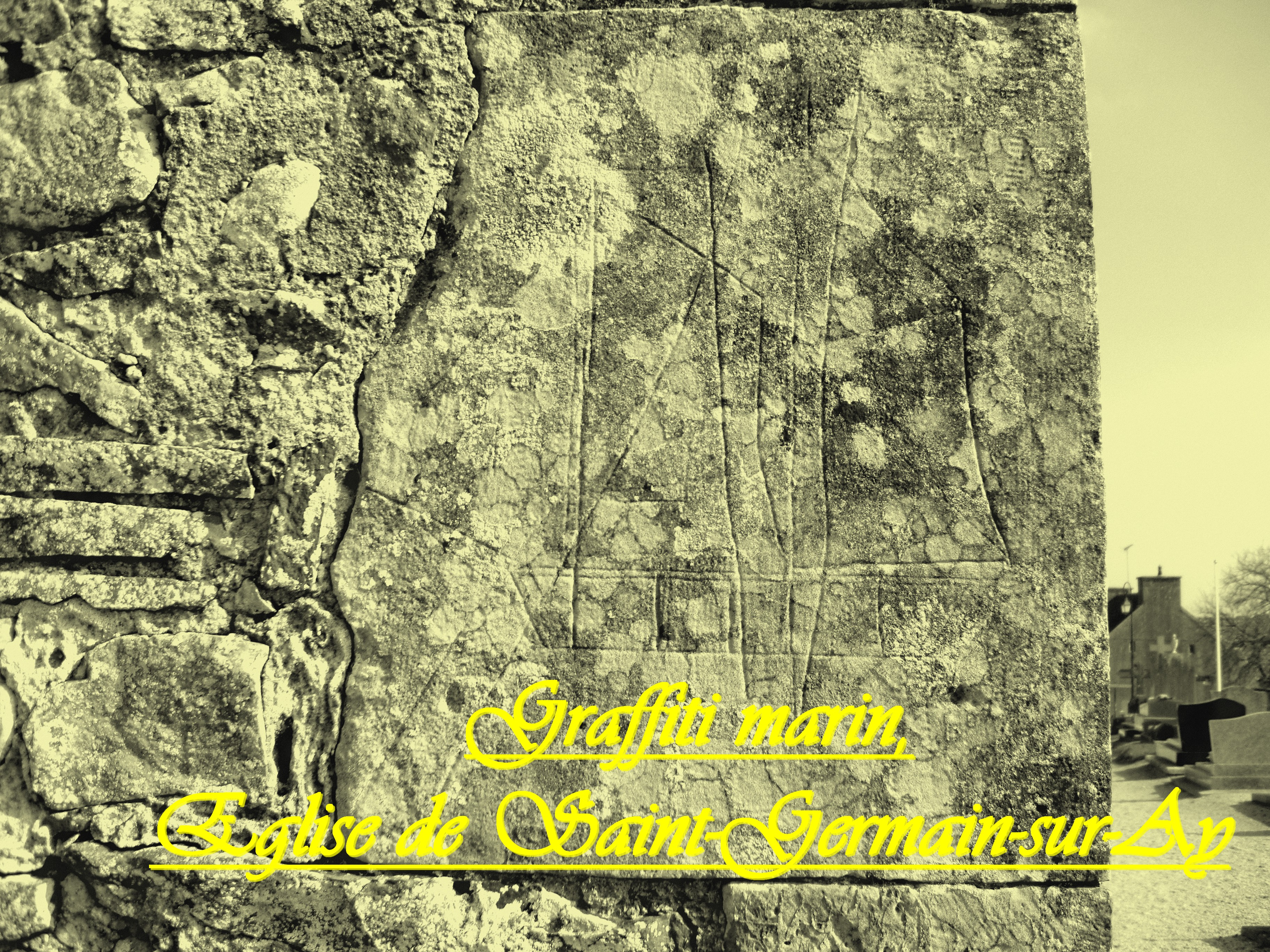
Graffiti marin ou ex-voto situé façade ouest de l'église.

## Protection aux monuments historiques
L' église et cimetière qui l'entoure sont inscrits au titre des monuments historiques par arrêté du 12 août 1946.

## Mobilier
L'église abrite deux œuvres classées au titre objet : une Vierge à l'Enfant du XVe siècle, d'inspiration picardes et flamandes, et qui appartient à une même communauté stylistique que les Vierges à l'Enfant du Vrétot, d'Orglandes ou Gatteville, et des fonts baptismaux romans. Elle abrite également un retable baroque, un maître-autel du XIXe siècle, les statues de saint Germain, saint Lô et saint Nicolas (XIXe siècle) ainsi qu'un tableau du Sacré-Cœur (XIXe siècle) et une verrière (XXe siècle) de Mauméjean.

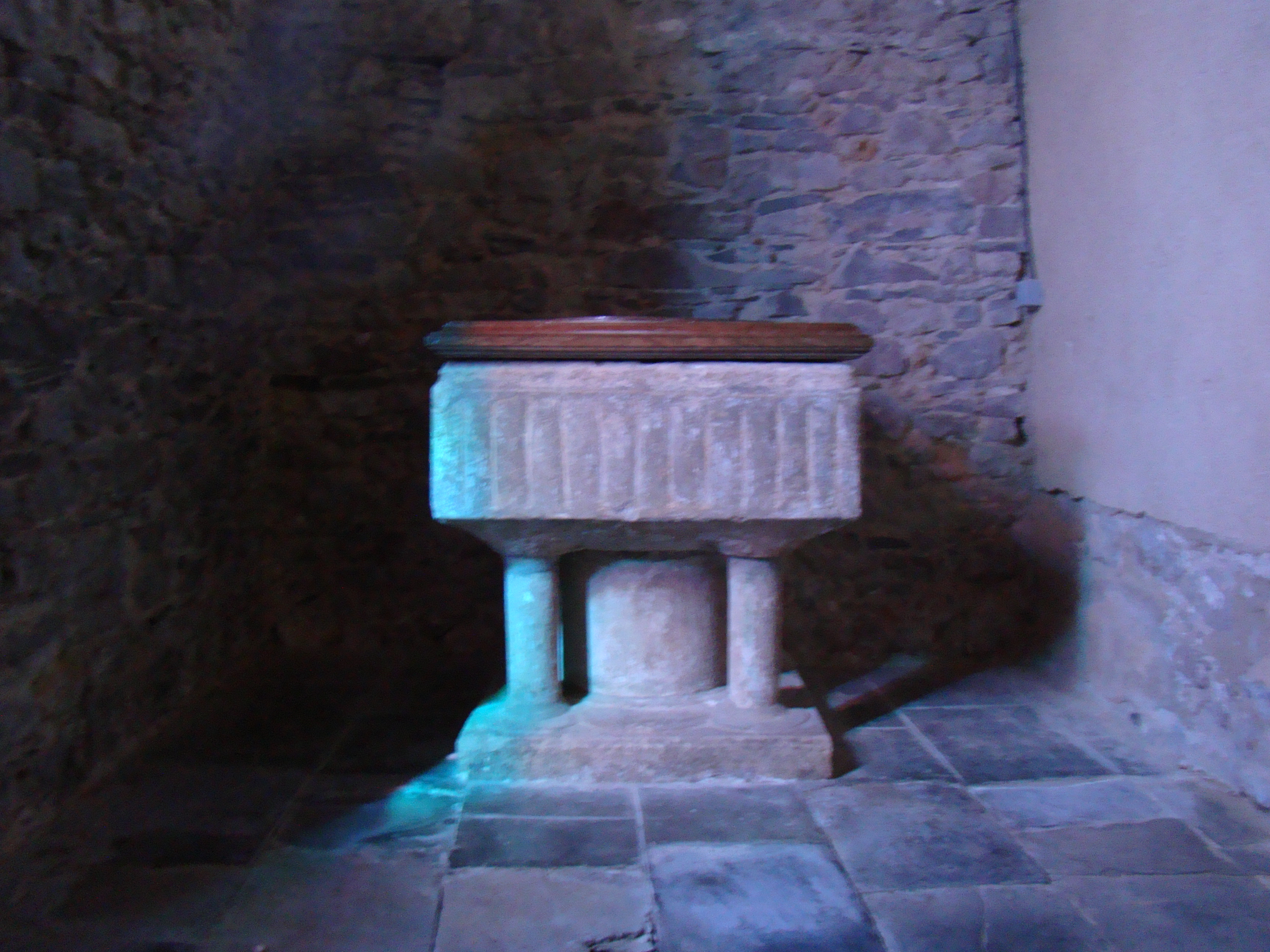
Fonts baptismaux de l'époque médiévale.
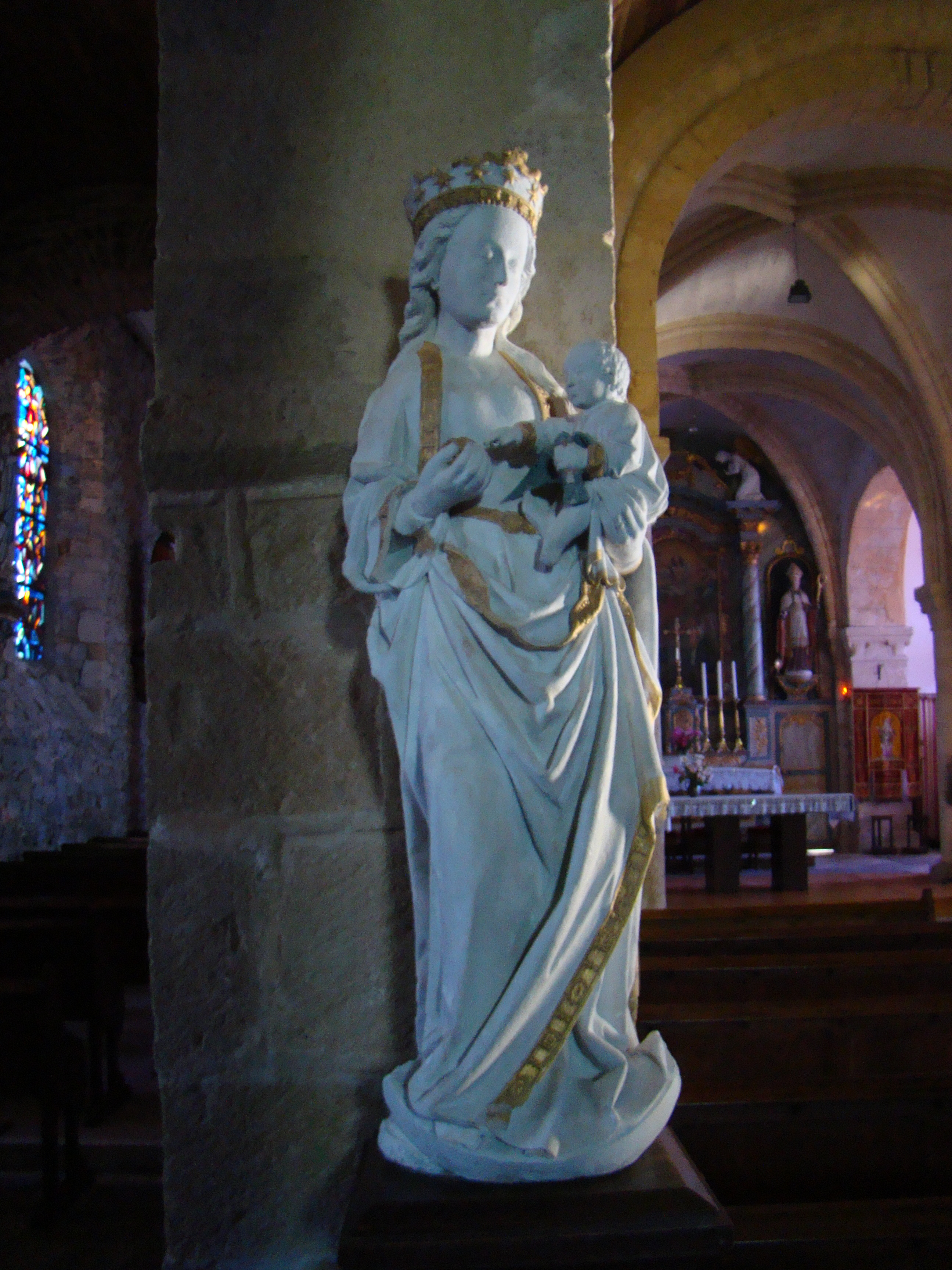
Vierge à l'Enfant du XVe siècle.

### Les objets remarquables du cimetière
Dans le cimetière, trois objets ont été ajoutés à l'inventaire supplémentaire du mobilier classé :
- le plus ancien est la tombe médiévale tectiforme et cruciforme déposée le long du chœur de l'église à l'extérieur. Elle est en pierre calcaire. Elle occupait une place importante à l'intérieur de l'église avant d'être déménagée durant les nombreuses restaurations de cette dernière. La tombe pouvait accueillir sur sa face supérieure trois cierges d'un diamètre de cinq centimètres. Il n'y a aucune inscription visible ;
- le calvaire avec son emmarchement quadruple est daté du XVIIe siècle. Il est en granit et fait face à l'entrée du cimetière ;
- la tombe du curé Adrien Dugué du XVIIIe siècle. Elle est en calcaire et protégée de l'érosion par un massif de maçonnerie. Elle comporte une inscription votive : ICI GIST LE CORPS DE MR ADRIEM DEGUE MOULT AGE DE 63 ANS CURE DE CE LIEU DECEDE LE 28 AOUT 1737 PRIEZ DIEU POUR SON AME PATER ET AVE.

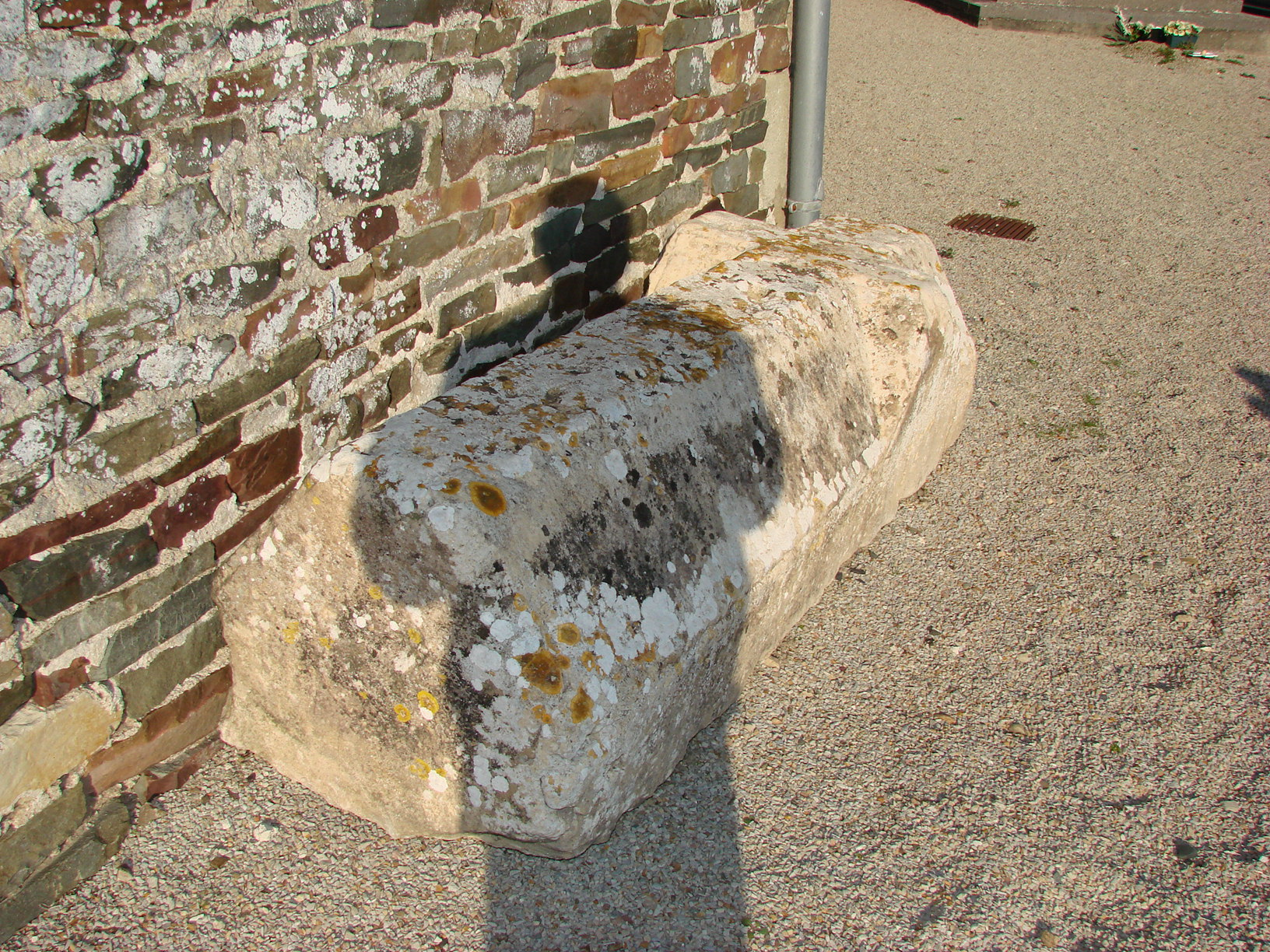
Tombe médiévale.
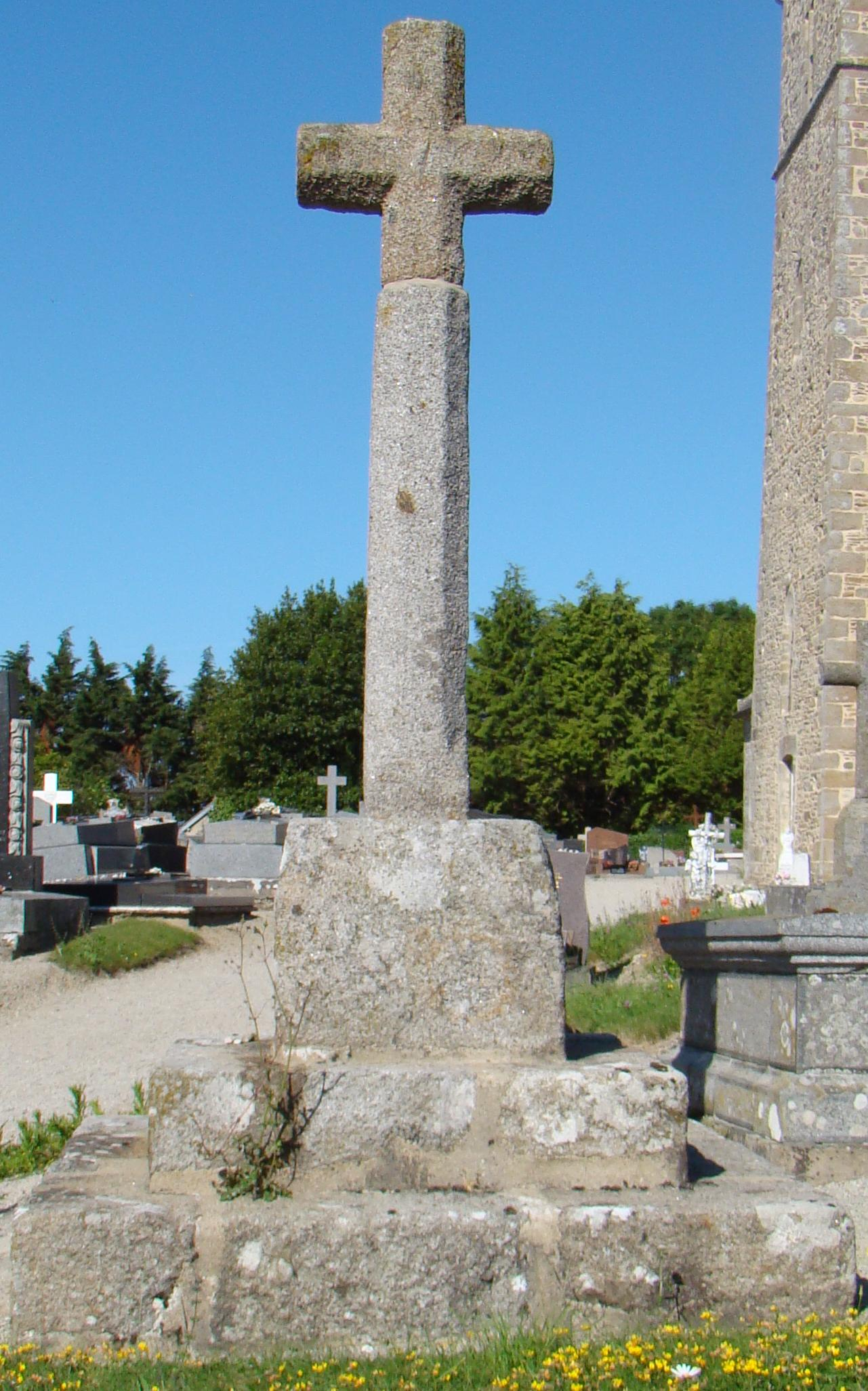
Calvaire du XVIIe siècle.
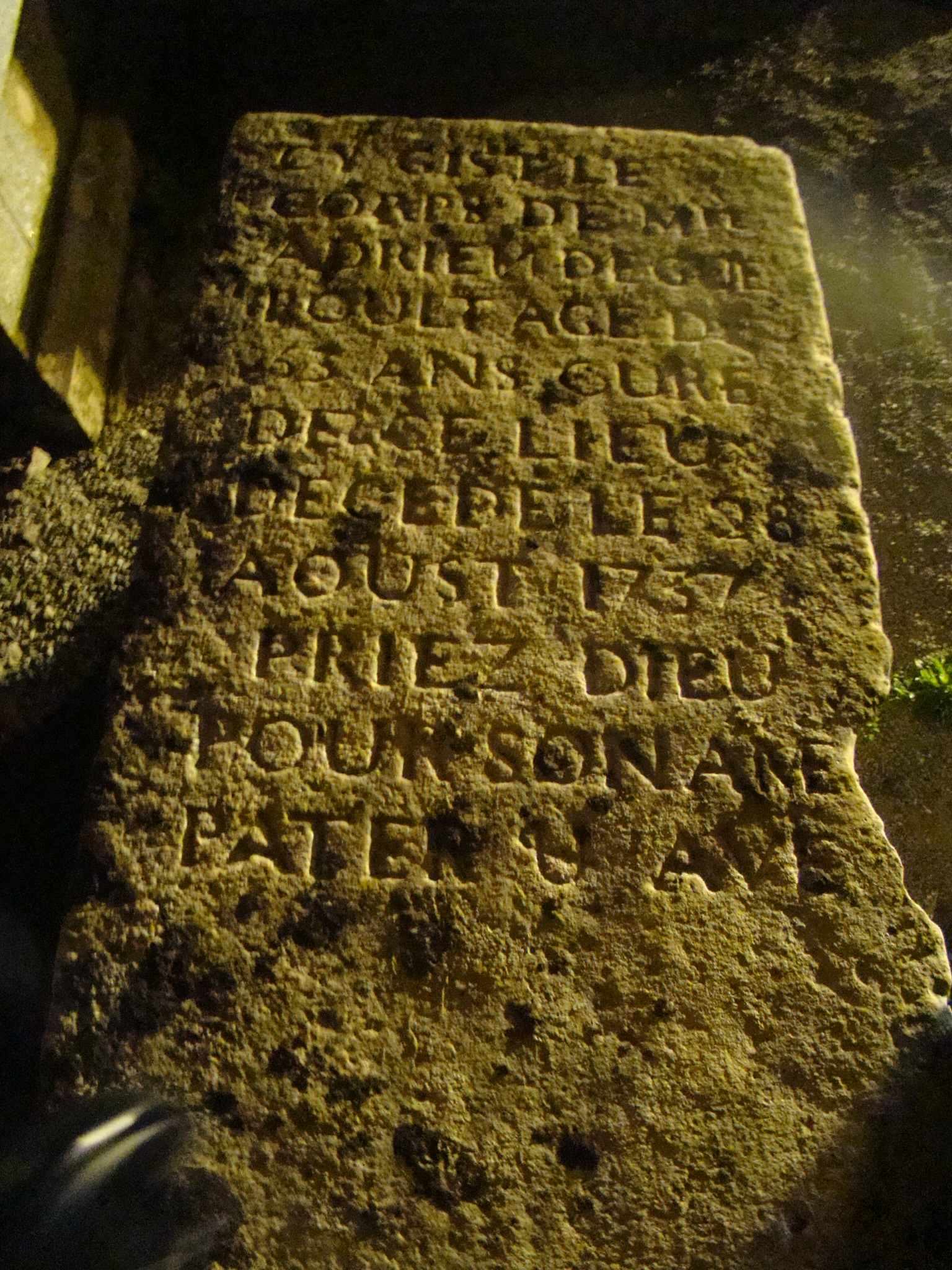
Tombe anépigraphique.